# Architettura gotica in Abruzzo
La pagina illustra la storia dell'architettura gotica in Abruzzo dal XII al XV secolo.

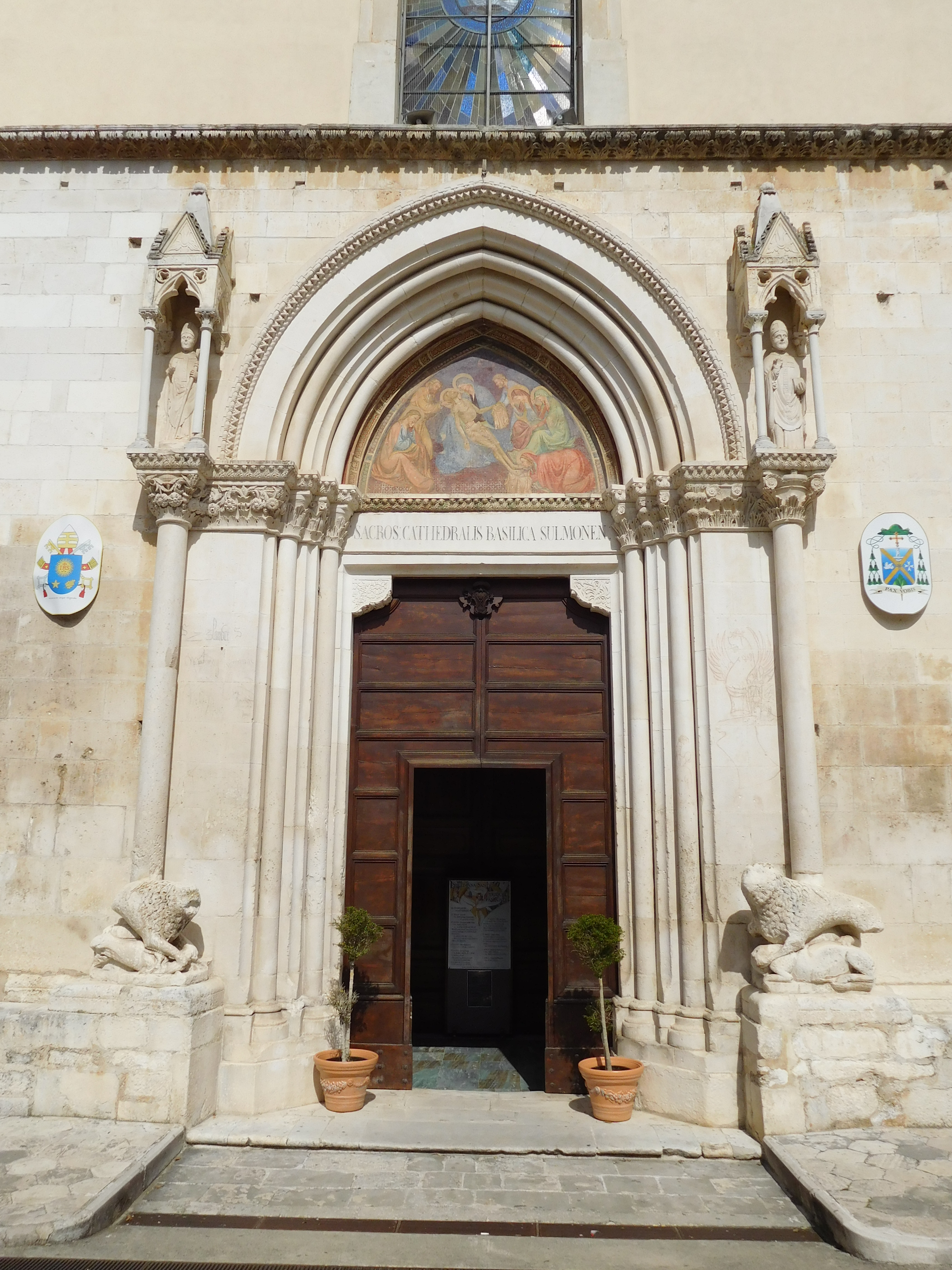
Portale maggiore della Cattedrale di Sulmona, opera di Nicola Salvitti

## Premesse al gotico abruzzese

### Il lascito del tardo romanico aquilano

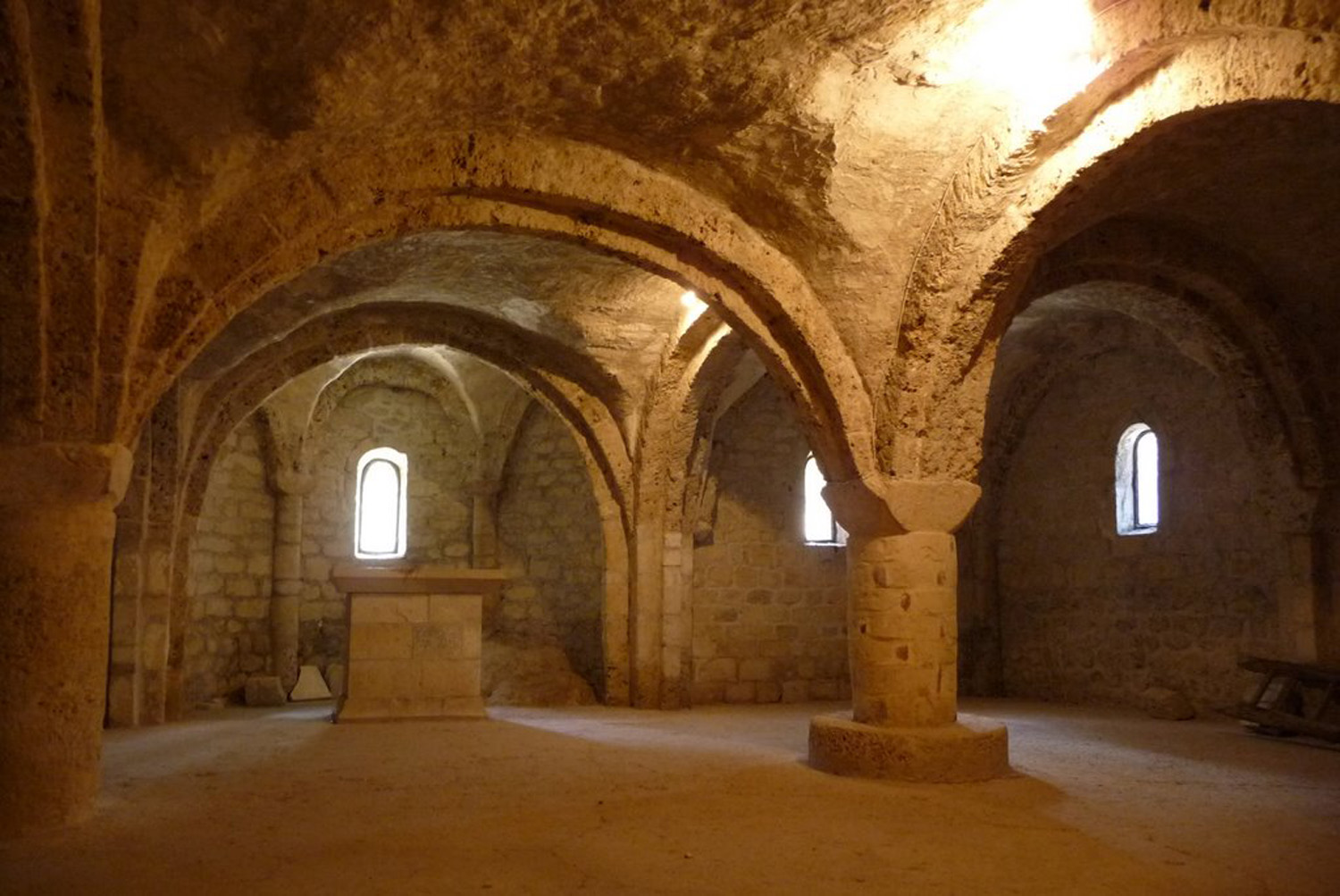
Interno della cripta della chiesa di San Giovanni ad Insulam (Isola del Gran Sasso)

Le facciate delle chiese aquilane, nella maggior parte, come si è visto, risalgono alla ricostruzione post sisma del 1349, alcune come quella della chiesa di San Silvestro mostrano un'impronta decisamente più gotica, seguendo lo stile umbro del gotico internazionale italiano di Assisi
Il romanico della Maiella e della Valle Peligna si avvalse sempre dell'uso della pietra, subendo influenze napoletane, ma anche una caratterizzazione a sé stante per quanto riguarda la lavorazione dei preziosi amboni abbaziali della bottega di Guardiagrele dei maestri Nicodemo, Roberto e Ruggero.
Tuttavia rimase sempre la caratteristica comune dell'impianto con facciata a salienti, croce latina o impianto rettangolare, abside semicircolare, facciata a salienti, un portale centrale, o tre, dei quali maggiore doveva essere sempre quello centrale, e in asse con uno o più rosoni radiali. Ne sono ancora esempio le abbazie di San Liberatore alla Maiella, la chiesa di San Panfilo a Sulmona prima dei sostanziali rifacimenti trecenteschi e quattrocenteschi, la chiesa di Santa Maria della Tomba e quella di San Francesco della Scarpa dei Frati Minori, di cui resta l'esempio del portale della "Rotonda" prospettante sul Corso Ovidio.

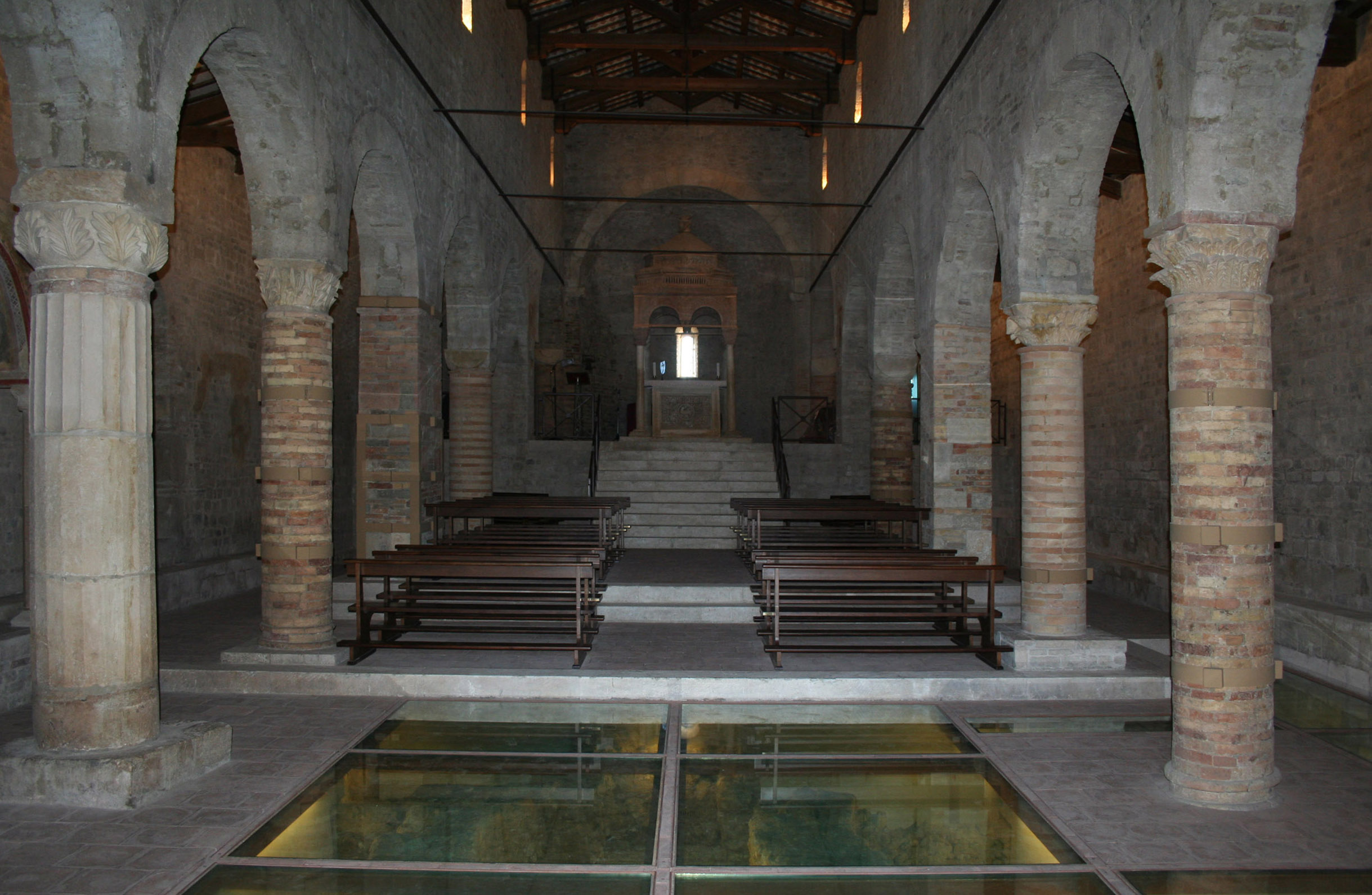
Interno della chiesa di San Clemente al Vomano (Notaresco)

## Alcune caratteristiche del gotico in Abruzzo

### Gotico cluniacense (XII-XIII secolo)

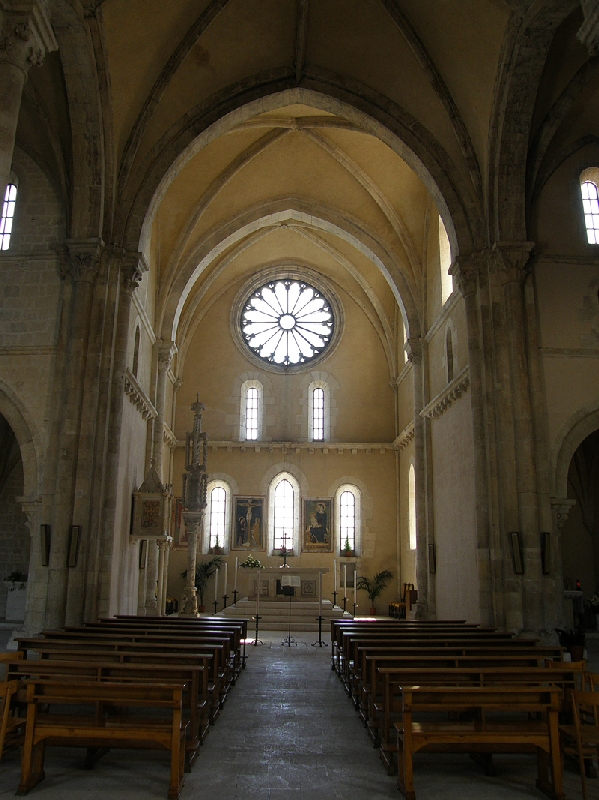
Interno dell'abbazia di Santa Maria Arabona di Manoppello

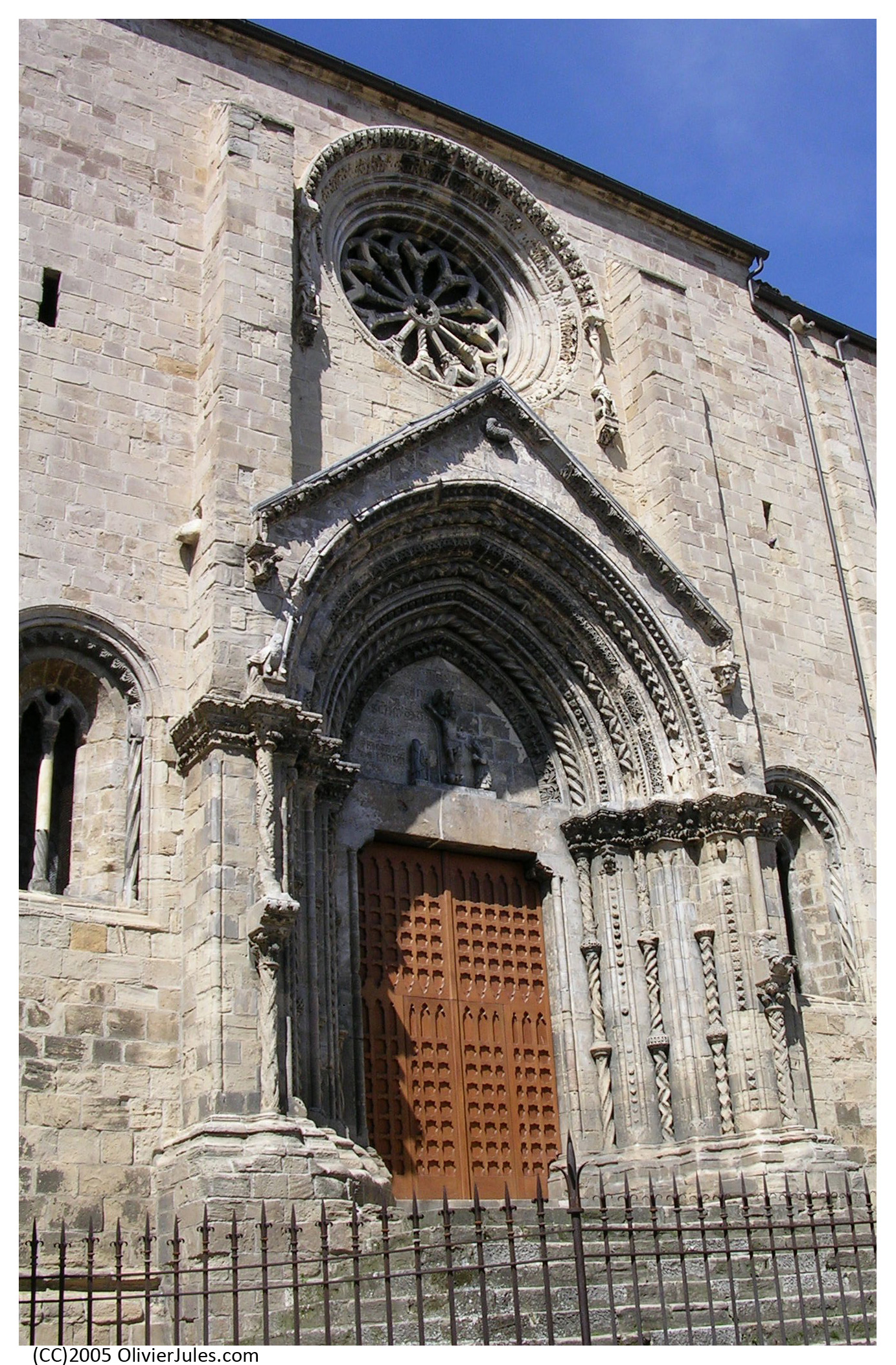
Facciata della chiesa di santa Maria Maggiore a Lanciano

Nella prima fase della penetrazione francese in Abruzzo, avvenuta con Federico II di Svevia, l'Abruzzo sperimenta uno nuovo stile di architetture abbaziali. Tralasciando gli esegui avanzi della prima abbazia cistercense abruzzese dedicata a Santa Maria della Carità presso Casanova (Civitella Casanova), il modello ideale è rappresentato dall'abbazia di Santa Maria Arabona di Manoppello. Infatti Casanova, andata in degrado nel XIX secolo, oggi si conserva in ruderi, meglio conservata è la torre massiccia di controllo; le descrizioni fatte da Gavini, Savini e Moretti, testimoniano un impianto ancora impostato sul modello romanico, a pianta rettangolare con ordine di tre navate, anche se nel XVIII secolo per danni dovuti a terremoti, le navate furono ridotte a una sola. Più medievale si conserva il rimasuglio del chiostro porticato dell'ex monastero, con archi irregolari a tutto sesto.
Le nuove maestranze francesi portano con il cantiere di Santa Maria Arabona, un modello più sperimentale, che tuttavia risente ancora del monumentalismo e della pietra tozza e massiccia delle costruzioni romaniche, benché questa volta ci siano cambiamenti nell'uso della luce, con finestre più ampie e profonde, l'orientamento del presbiterio, il miglioramento della realizzazione del portale monumentale, l'assenza di cripte sopra cui costruire l'altare maggiore, ma soprattutto la costruzione di un soffitto vero e proprio in pietra, caratterizzato dalla divisione in campate con profonde nervature a costoloni voltare a crociera, insomma.
A parte qualche raro esempio, distrutto però con i restauri degli anni '60 perché trattavansi di acconciamenti ottocenteschi, come le volte a botte leggermente acute delle chiese di Santa Maria Assunta di Atri o del soffitto di San Giovanni in Venere, prima della sostituzione con le travature lignee, oggi le chiese e le abbazie abruzzesi romaniche presentano tutte un soffitto ligneo a capriate, o spioventi.

### Tardo gotico
Con la seconda presenza francese, caratterizzata dalla discesa di Carlo I d'Angiò e dalla vittoria contro Corradino di Svevia, l'Abruzzo conosce una seconda fase di innovamento dell'architettura, che si espresse lentamente nella seconda metà del Duecento, seguendo ancora il modello cluniacense, come nel caso dell'impianto della chiesa di Santa Maria Maggiore di Lanciano (CH), importante termine post quem dell'architettura gotica abruzzese. Solo nel primo Trecento avviene un salto di qualità, con la fioritura di vere e proprie botteghe di architetti e maestri scultori che realizzano i rosoni fioriti e i portali a ghimberga con modanature variegate di colonne intrecciate tra loro, rinnovando anche la plasticità delle figure realizzate nei gruppi scultorei di monumenti, quali il cero pasquale di Santa Maria Arabona, o i gruppi delle lunette dei portali, come quelli di Lanciano della prima metà del '300, vere e proprie espressioni del nuovo gotico abruzzese.
Il gotico sino alla metà del Trecento, e anche nel Quattrocento, venne utilizzato nella regione, in particolare a L'Aquila e Sulmona, cui operò il maestro Nicola Salvitti.

## I nomi dei maestri
Le lapidi rinvenute nelle varie chiese, sono state in parte trascritte da De Bartholomaeis, lette prima di lui da Vincenzo Bindi che poté compilare un Dizionario degli artisti abruzzesi (1883), con i nomi dei principali gli architetti, maestri di bottega, scultori, pittori, scalpellini, intagliatori, musicisti, scrittori ecc a lui noti. Vincenzo Balzano compilò un supplemento di altri artisti abruzzesi,  ma rimasto manoscritto. Per le architetture medievali, grande lavoro è la monografia sull'architettura abruzzese di Carlo Ignazio Gavini, poi lArchitettura medioevale in Abruzzo. Dal VI secolo al XVI secolo (1968) di Mario Moretti, che riassume in appendice dal 782 d.C. al 1565 i nomi di tutti gli architetti e maestri desunti leggendo le lapidi, prendendo spunto non solo dalle appendici redatte dai predecessori Bindi, Gavini, Piccirilli, Celidonio, Faraglia, Pannella, ma anche eseguendo personalmente dei restauri presso alcune chiese abruzzesi.

## Tardo romanico e primo passaggio al gotico
Il romanico tardo teramano, di cui si conservano i migliori esempi a Teramo (Duomo di Santa Maria Assunta, chiesa di Santa Caterina martire, chiesa di San Luca, ex monastero di San Giovanni a Scorzone (piazza Verdi), il convento dei Cappuccini, e la facciata antica del monastero di Sant'Angelo delle Benedettine (santuario della Madonna delle Grazie), trasformato selvaggiamente in stile neogotico da Francesco Savini negli anni '30, quando era ormai conosciuto come il santuario della Madonna delle Grazie).
Durante il regno di Carlo II d'Angiò la fase di transizione nel teramano giunse con l'installazione dei frati Francescani nella città, e di altri ordini come quello dei Domenicani, che fecero ricostruire rispettivamente l'antica chiesa di San Leonardo, poi rinominata chiesa di Sant'Antonio, il cui portale è coevo a quello della chiesa di San Francesco a Campli; nel rione di Porta Romana i Domenicani fecero costruire la chiesa di San Domenico.
Ad Atri, con la pianta del Duomo di Santa Maria ad opera di Raynaldo d'Atri (il portale maggiore è del 1305), abbiamo la conferma del passaggio al gotico, come si legge dal portale maggiore, coevo a quelli delle chiese di Sant'Antonio di Padova e San Domenico in Teramo. Nella contea teramana coevi e tardo romanici sono i portali delle chiese di Morro d'Oro (Santa Maria di Propezzano ed ex convento di San Francesco), Tossicia (chiesa di Sant'Antonio), Notaresco (chiesa di San Martino), di cui si hanno i bellissimi esemplari della chiesa di Santa Maria di Propezzano, della chiesa di San Clemente al Vomano (Guardia Vomano), della chiesa di Santa Maria a Vico, insieme ad altri complessi abbaziali della Valle delle Grandi Abbazie, come Santa Maria di Ronzano, San Giovanni ad Insulam (Isola del Gran Sasso), San Salvatore di Canzano.

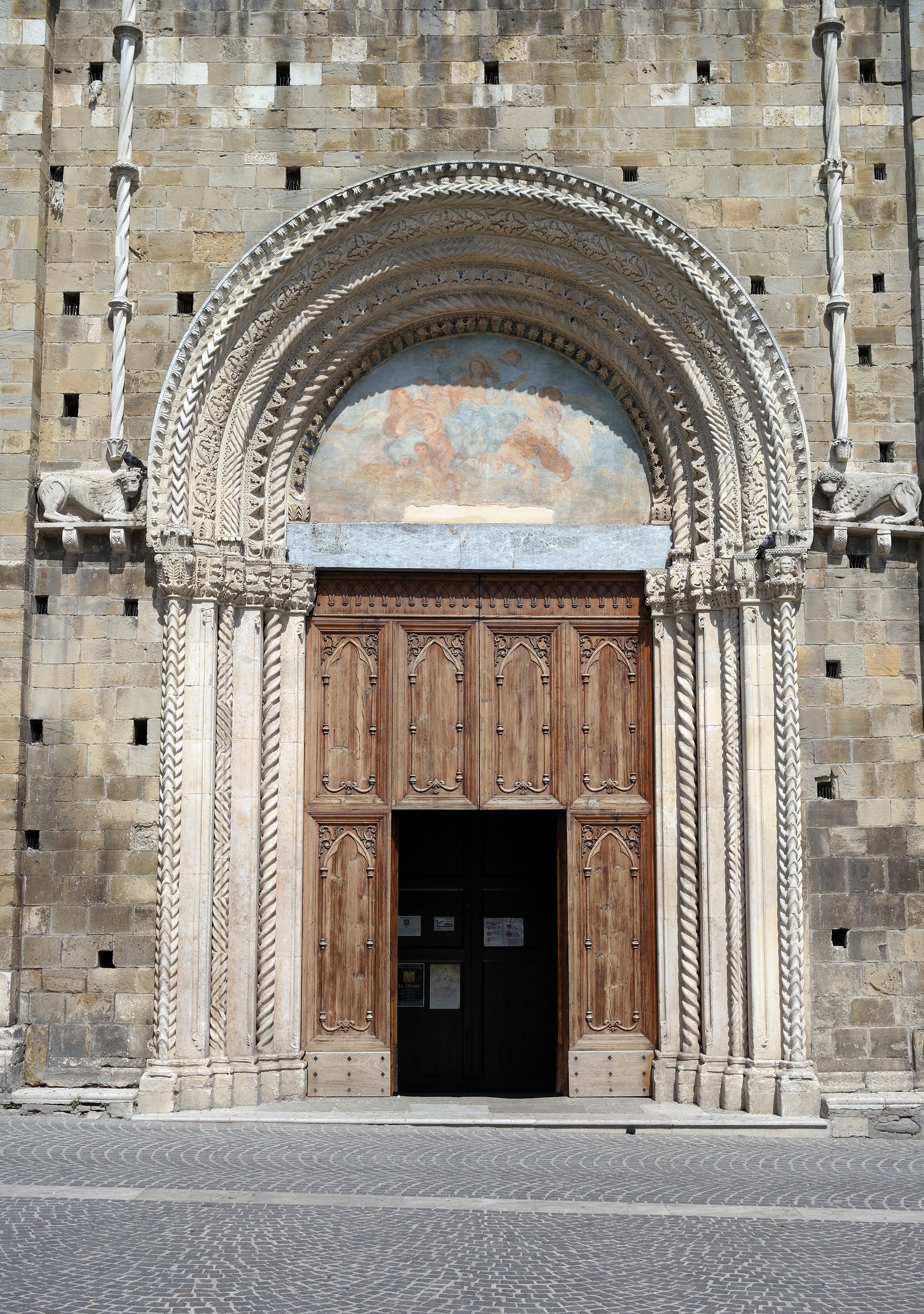
Portale romanico di Raynaldo d'Atri (1305) della Basilica concattedrale di Atri

Nel chietino si conservano gli esemplari dell'abbazia di San Giovanni in Venere, quando per volere dell'abate Oderisio fu costruito il portale della Luna, ricavato da un altro portale più antico di cui rimangono tracce nelle sculture rimontate, e che sarà di ispirazione al magister Francesco Petrini di Lanciano, inoltre veniva sopraelevata la navata maggiore con l'ordine di finestre, le volte a crociera, e venivano costruiti i coulots presso i matronei sopra le pilastrature.
La città di Chieti doveva avere l'originario impianto della Cattedrale di San Giustino in stile romanico (quando fu riconsacrata nel 1069), ma a causa di vari rifacimenti, essa si presenta in uno stile misto; il Gavini individuò nella tribuna d'altare maggiore l'unico elemento superstite dell'originale impianto romanico. Il gotico invece, dopo i restauri degli anni '70 del Moretti, fu impiegato per l'abbellimento della cripta della cattedrale, a tre tribune, di cui quella centrale maggiore, con le pilastrature e le nervature a crociera, e la scansione in campate in modo da formare un ottagono irregolare. Stesso schema simile lo si trova nella cripta romanica della chiesa di San Biagio di Lanciano e nella cripta di San Pietro poi di San Massimo, nel Duomo della Beata Vergine degli Angeli e San Massimo a Penne.
In seguito, con la bottega di Nicola Mancino di Ortona, il gotico di derivazione romana e umbra si affermò nell'area dell'Abruzzo Citeriore, avendo i principali centri in Lanciano e Vasto, con le botteghe di Francesco Petrini di Lanciano e Rogerio da Fregene.

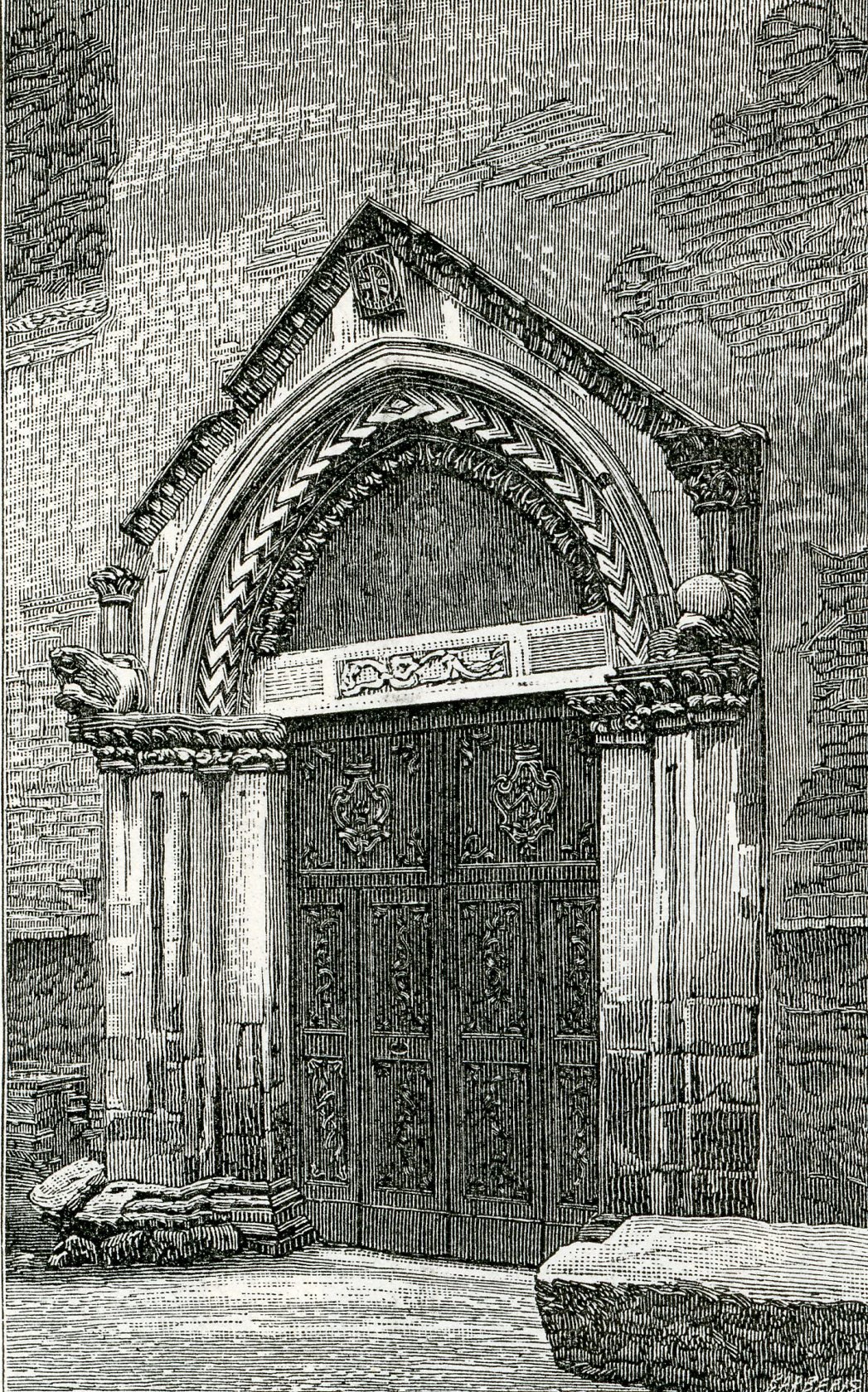
Incisione del portale gotico del 1375 della chiesa di Sant'Antonio abate in Chieti

## La presenza cistercense
Gli echi del gotico in Abruzzo arrivano con la seconda presenza francese, quando il sovrano Carlo I d'Angiò nel 1267 discese in Italia per sconfiggere Corradino di Svevia. Tuttavia già prima dell'Angioino, la prima presenza francese in Abruzzo si era verificata alla fine del 1100, precisamente con la fondazione a Villa Celiera, in diocesi di Penne, dell'abbazia di Santa Maria di Casanova, la prima badia dell'ordine Cistercense in Abruzzo, che vedrà di lì a poco fiorire una serie di grance, di cui si ricorda la chiesa di Santa Maria del Monte a Campo Imperatore, di proprietà di Casanova, e di altre abbazie sorelle, collegate per stile architettonico ai monasteri romani, come l'abbazia di Casamari o di Tre Fontane; è il caso della seconda principale badia abruzzese: l'abbazia di Santa Maria Arabona, fondata nel territorio della Contea di Manoppello; mentre nel 1223 veniva fondata nelle vicinanze della conca aquilana la fortezza del monastero di Santo Spirito nel castello di Ocre.
Come osservato da Pellegini, Colapietra, Clementi, la presenza cistercense in Abruzzo contribuì a una rinascita del territorio, per quanto riguardavano le nuove tecniche di lavorazione dei campi, ristabilendo un incremento economico degli antichi cenobi benedettini, che erano in crisi per la mala gestione dei feudi, dovuti alla rovina dei castelli o all'impaludimento di alcune aree, inoltre i cistercensi, secondo il Clementi, dovettero contribuire anche nella riorganizzazione urbana delle città, il cui caso più felice è la nascita dell'Aquila.
La prima presenza francese in Abruzzo, all'unisono della presenza sveva, produsse degli esempi felici di restauri di chiese già esistenti, come dimostrano i casi delle finestre fregiate della basilica di San Pelino a Corfinio, di San Liberatore alla Maiella, e il restauro quasi totale degli esterni dell'abbazia di San Giovanni in Venere, della chiesa di Santa Maria Maggiore a Lanciano, e sempre nella stessa città della chiesa di San Biagio.
Come detto, la seconda presenza francese in Abruzzo consolidò definitivamente il nuovo stile architettonico. Ci furono cambiamenti non solo nella costruzione di nuove chiese, di cui si ricorda l'abbazia di Santa Maria della Vittoria a Scurcola, andata distrutta, di cui però rimangono i portali esemplari della chiesa della Vittoria preso il castello, e della chiesa di Sant'Antonio, e il portale laterale della chiesa di San Domenico a L'Aquila.

### Il modello di Santa Maria d'Arabona
La prima fondazione cistercense abruzzese è la badia di Casanova a Villa Celiera (1195-1197), poi ci furono Santa Maria d'Arabona, Santo Spirito di Ocre e l'abbazia dei Santi Vito e Salvo a San Salvo, sopra cui oggi sorge la parrocchia di San Giuseppe. I lavori si protrassero dal 1197 al 1208. Per la sua importanza nel 1259 venne resa indipendente dalla giurisdizione vescovile di Sulmona da Alessandro IV. La stratificazione dello stile cluniacense con quello cistercense è dato dalla seconda trance di lavori eseguita dopo il terremoto del 1349, che non furono mai ultimati. La mole del profilo geometrico rigoroso e geometrico della chiesa si impone sul paesaggio; l'interruzione dei lavori nella prima campata dell'aula hanno conferito alla chiesa l'ingannevole aspetto di pianta centrale, mentre il prospetto originario doveva essere un corpo longitudinale a tre navate, in linea con "piano bernardino", ossia da San Bernardo di Chiaravalle nel 1133 per tali monasteri.

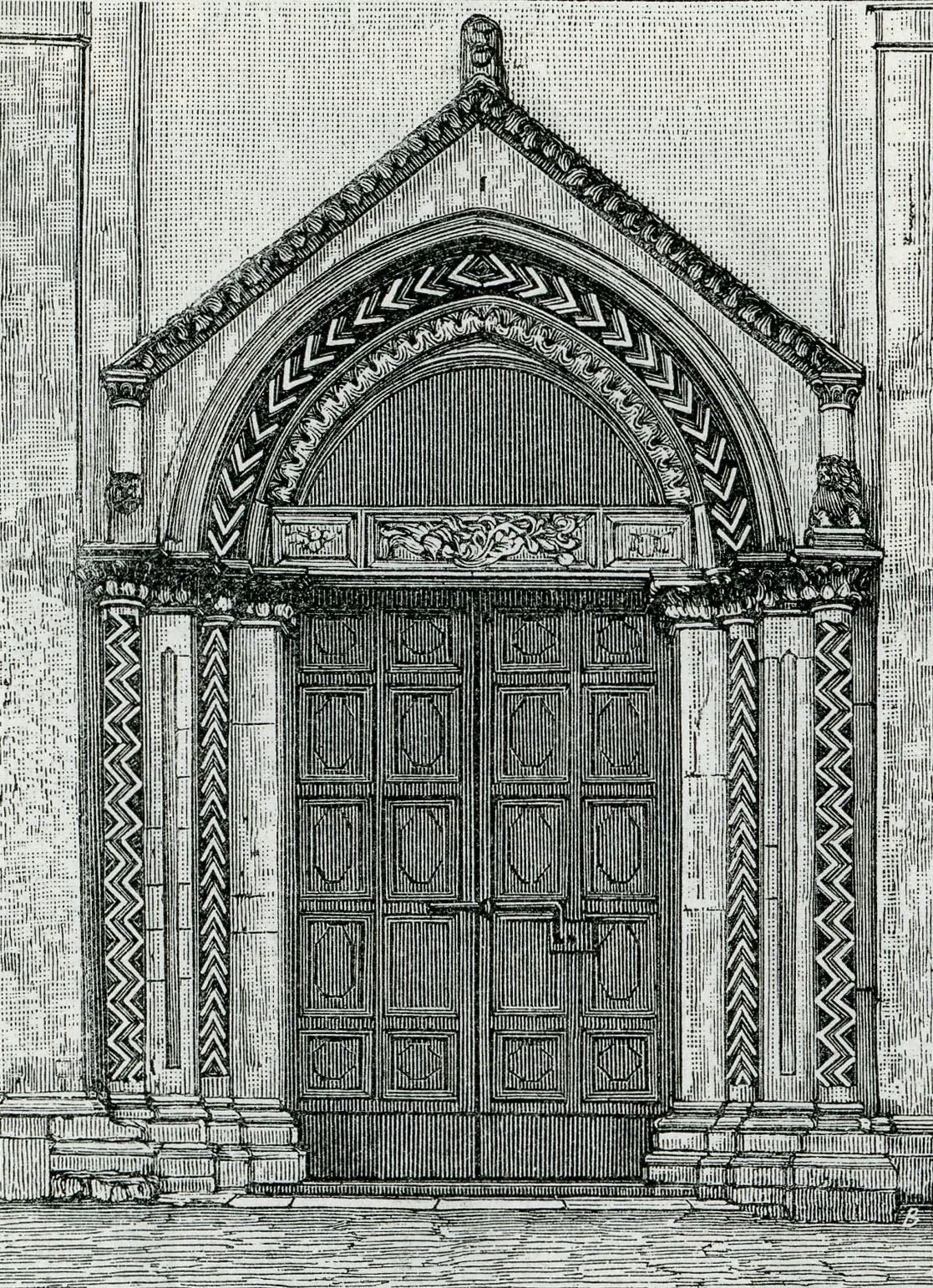
Disegno del 1898 del portale di Santa Maria della Civitella a Chieti

Il piano prevedeva un transetto sporgente rispetto al corpo longitudinale e la terminazione piatta del coro ai cui lati si dispongono le cappelle. Il modello non seguì pedissequamente quello di San Bernardo delle chiese cistercensi, ma si adattò alle esigenze e alle circostanze territoriali per quanto riguarda i lati del coro con deambulatorio e la navata con le finestre, la volta a botte ed a crociera. Infatti il modello di San Bernardo, durante i lavori, subì delle modifiche, assumendo quelle espressioni del gotico: la chiesa doveva avere dunque, nel nuovo impianto, una forma a croce greca, con capocroce composto da due campate di diversa profondità, e da 5 monofore disposte su due ordini nella tipica configurazione piramidale. Tuttavia i lavori furono interrotti ancora, e il campanile, che in origine doveva stare al centro della pianta a croce, fu spostato su uno dei lati, e il rosone, 4 per ogni lato, venne alterato e spostato d'asse.

## Francesco Petrini, l'apogeo del gotico abruzzese
Si è detto che la presenza di maestranze francesi giunte in Abruzzo con Carlo I d'Angiò, provenienti secondo Toesca e Tomei dalla zona dell'abbazia di Cluny

, fu molto importante per la costruzione delle abbazie cistercensi abruzzesi: Santa Maria di Casanova, Santa Maria d'Arabona, Santo Spirito d'Ocre, Santa Maria della Vittoria e San Salvo del Trigno, le principali cinque abbazie di quest'ordine.
Un esempio molto felice, dopo Santa Maria Arabona, di influenza cluniacense nell'architettura, è dato dalla chiesa di Santa Maria Maggiore di Lanciano, che fino al XVIII secolo fu un'arcipretura, essendo la città sprovvista di una diocesi sino al 1515, obbedendo direttamente a Chieti. La chiesa di Santa Maria nel rione Civitanova, la cui leggenda vuole fosse edificata sopra il tempio di Apollo, aveva sino al XII secolo uno stile romanico, rappresentato oggi dal fornice che guarda su via Garibaldi, e per cui l'architetto lancianese Filippo Sargiacomo ha provato a tracciare un disegno ricostruttivo dell'originale, mostrando una chiesa monumentale con due torri campanaria anziché una sola, con facciata dotata di rosone, e portico più ampio, poi ridotto a un solo fornice.
Accade che con la presenza di maestranze cluniacensi, o in contatto comunque con esse, nella prima metà del Duecento la chiesa subisce rimaneggiamenti, l'impianto è rifatto con finestre strette e profonde, viene costruito un secondo monumentale portale su via F. Spoltore, vicolo di via Garibaldi, che ha spinto molti a paragonarlo a quello di Castel del Monte, la residenza estiva di Federico II, ipotizzando contatti con maestranze pugliesi, dato il florido commercio delle due fiere annuali di Lanciano, che presero avvio definitivo proprio con gli Svevi e poi cogli Angioini.
Ma il salto di qualità all'architettura gotica, malgrado le supposizioni di Francesco Gandolfo riguardo ai collegamenti con il portale romanico ai modelli di Atri e Teramo, doveva ancora essere fatto. Per questo nel 1317 fu ribaltata l'architettura della chiesa, eliminando l'ingresso originario, e spostandolo verso l'abside, con una nuova monumentale facciata; i pilastri e i contrafforti molto pesanti costruiti con la mediazione clcuniacense, funsero da cornice e incasso del nuovo grande e monumentale rosone e del portale maggiore realizzati dallo scultore locale Francesco Petrini (o secondo altri "Perrini"). La chiesa di Lanciano rappresenta un caso unico in Abruzzo, ma non estraneo alla concezione locale di smontaggio e rimontaggio, di riutilizzo infinito di impianti già esistenti in epoca romanica, e di trasformazione delle vecchie strutture in nuove seguendo le ultime correnti artistiche.

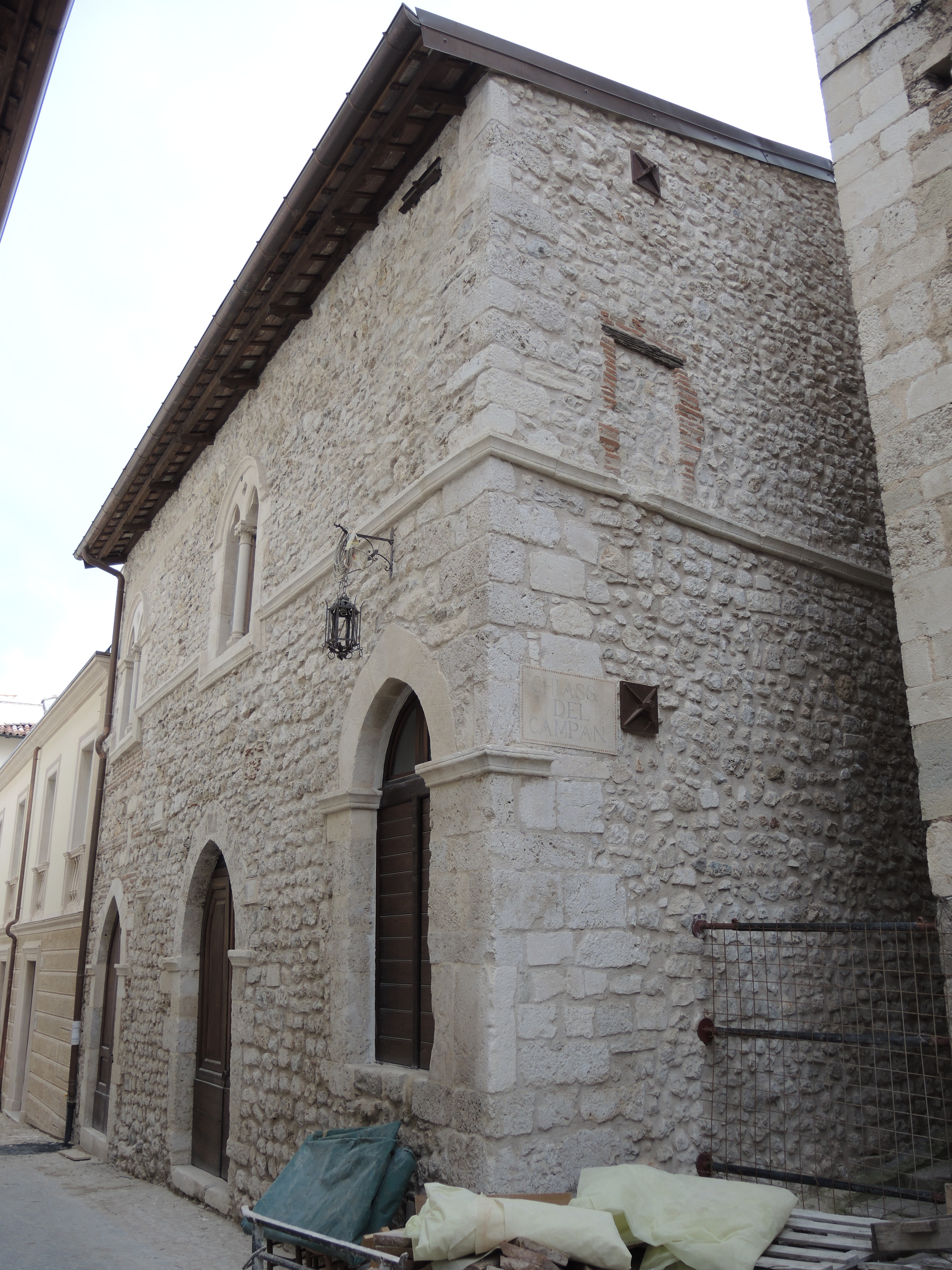
Casa di Buccio di Ranallo a L'Aquila

### La scuola di Lanciano
L'esempio di Lanciano, benché Petrini lavorò anche nella chiesa di Sant'Agostino in città, nel duomo di San Leucio ad Atessa e nella Cattedrale di San Pardo a Larino, rimane comunque un caso a sé per lo sfarzo e la minuzia del particolarismo abruzzese, nel convogliare tutti i modelli base delle decorazioni a rilievo dell'ornato in un'unica opera in un solo edificio, segno evidente che l'autore prima di completare l'opera nel 1317, risentì di vari influssi gotici, forniti forse da Nicola Mancino, autore del portale di San Tommaso a Ortona (1312 ?) e di Santa Maria della Civitella (fine del Duecento). La chiesa di Lanciano oltretutto mostra un altro aspetto inedito del gotico, ma comunque affascinante del gotico abruzzese, ossia il portale laterale, su cui gli studiosi hanno riscontrato delle forti analogie con il portale del Castel del Monte di Andria, segno evidente della presenza federiciana in Abruzzo, e anche a Lanciano naturalmente.

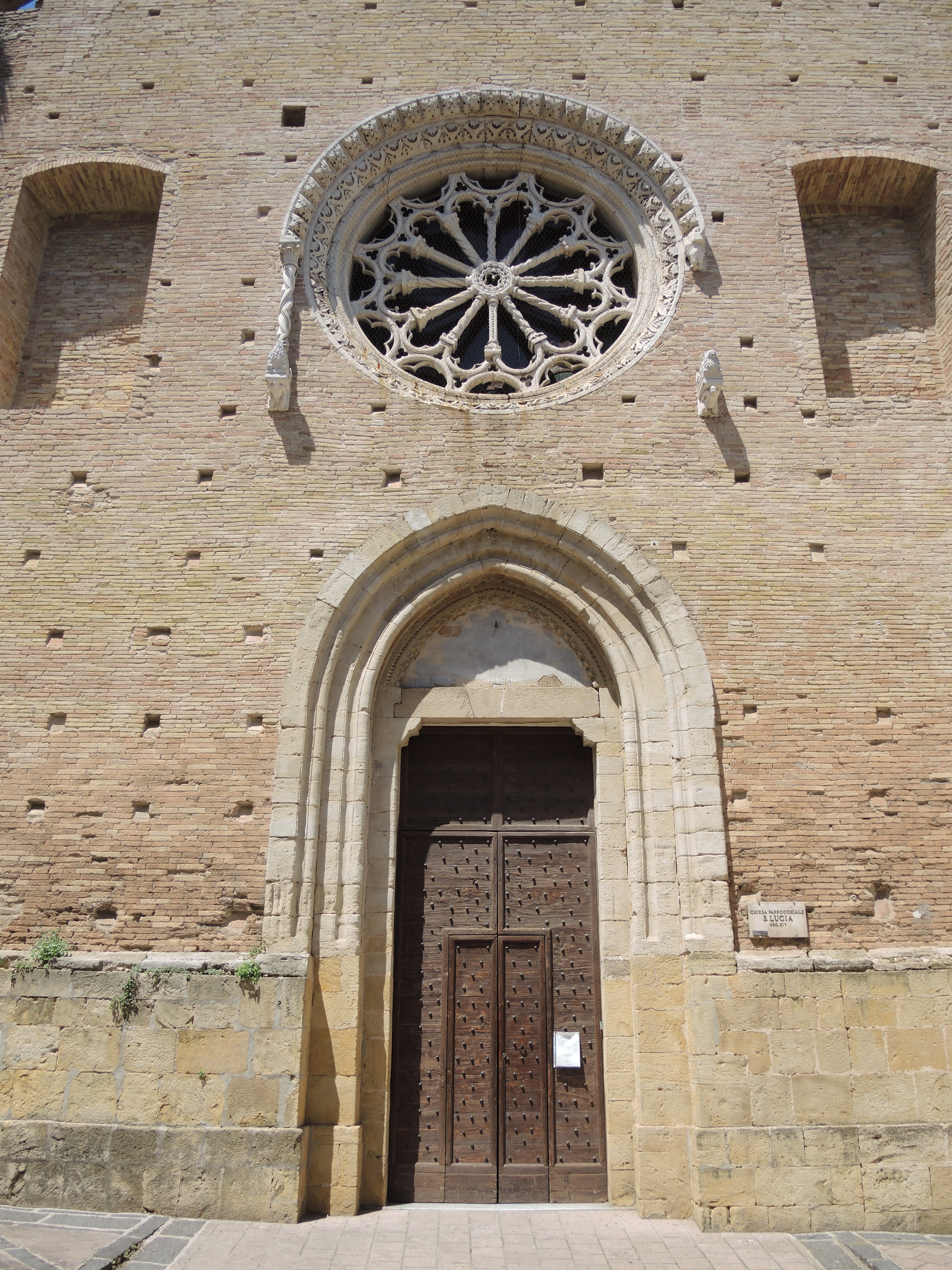
Prospetto della chiesa di Santa Lucia a Lanciano, rosone di Petrini

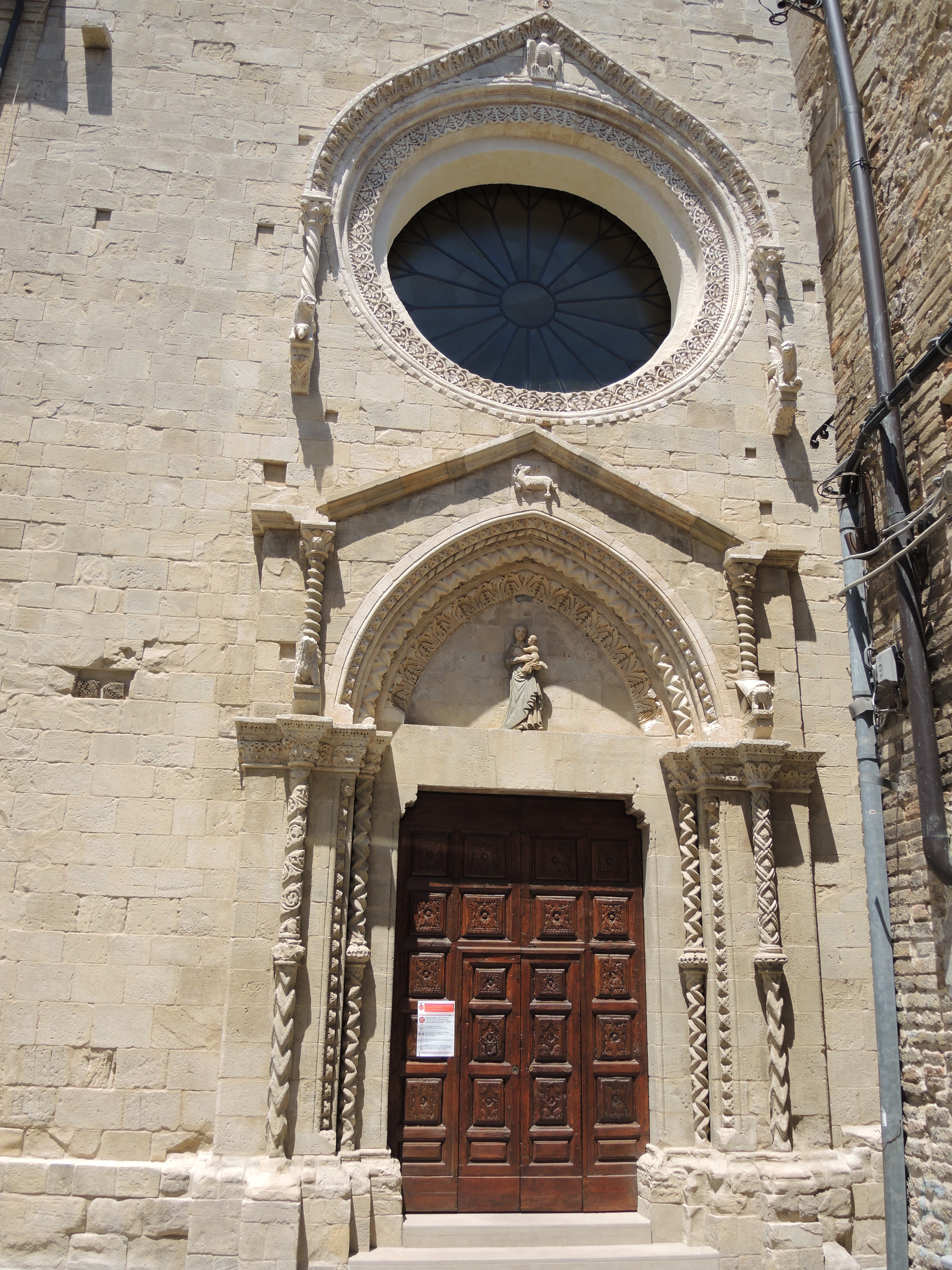
Prospetto della chiesa di Sant'Agostino a Lanciano, portale e rosone di Petrini, circa 1320

Secondo Gandolfo, Gavini e Moretti, la mano di Petrini a Lanciano lavorò anche al cantieri della chiesa di Sant'Agostino, che risulta essere una versione più equilibrata e sintetica del fastoso capolavoro di Santa Maria Maggiore, ugualmente lavorò al rosone della chiesa di Santa Lucia, molto più originale del modesto portale, la congettura che la bottega lancianese abbia messo mano al rosone, è mostrata dal Gandolfo anche per il rosone della facciata del duomo di San Leucio di Atessa, che sarebbe datato 1312, come leggeva Vincenzo Bindi, data ora scomparsa.
Il portale troppo modesto per essere accostato a un salto di qualità così enorme quale il portale di Santa Maria maggiore di Lanciano (1317) fu attribuito a modesti imitatori dei portali di scuola federiciana, risultando anche più modesto del portale laterale della chiesa lancianese; invece il rosone, malgrado delle evidenti mancanze, e nonostante il Moretti lo dati al 1320 ca. anno in cui si completava il cantiere del duomo di San Pardo a Larino, che dalla critica è stato accostato, per perfezione, immediatamente al modello lancianese di Santa Maria Maggiore (vedasi il Crocifisso a Y sulla lunetta), è stato giudicato come opera di maestri delegati forse dal Petrini per il suo completamento, se bisogna accettare la lezione del Moretti riguardo alla datazione del 1319-20, lavoro comunque lontano dalle opere petriniane.

### Un'altra scuola di Petrini?

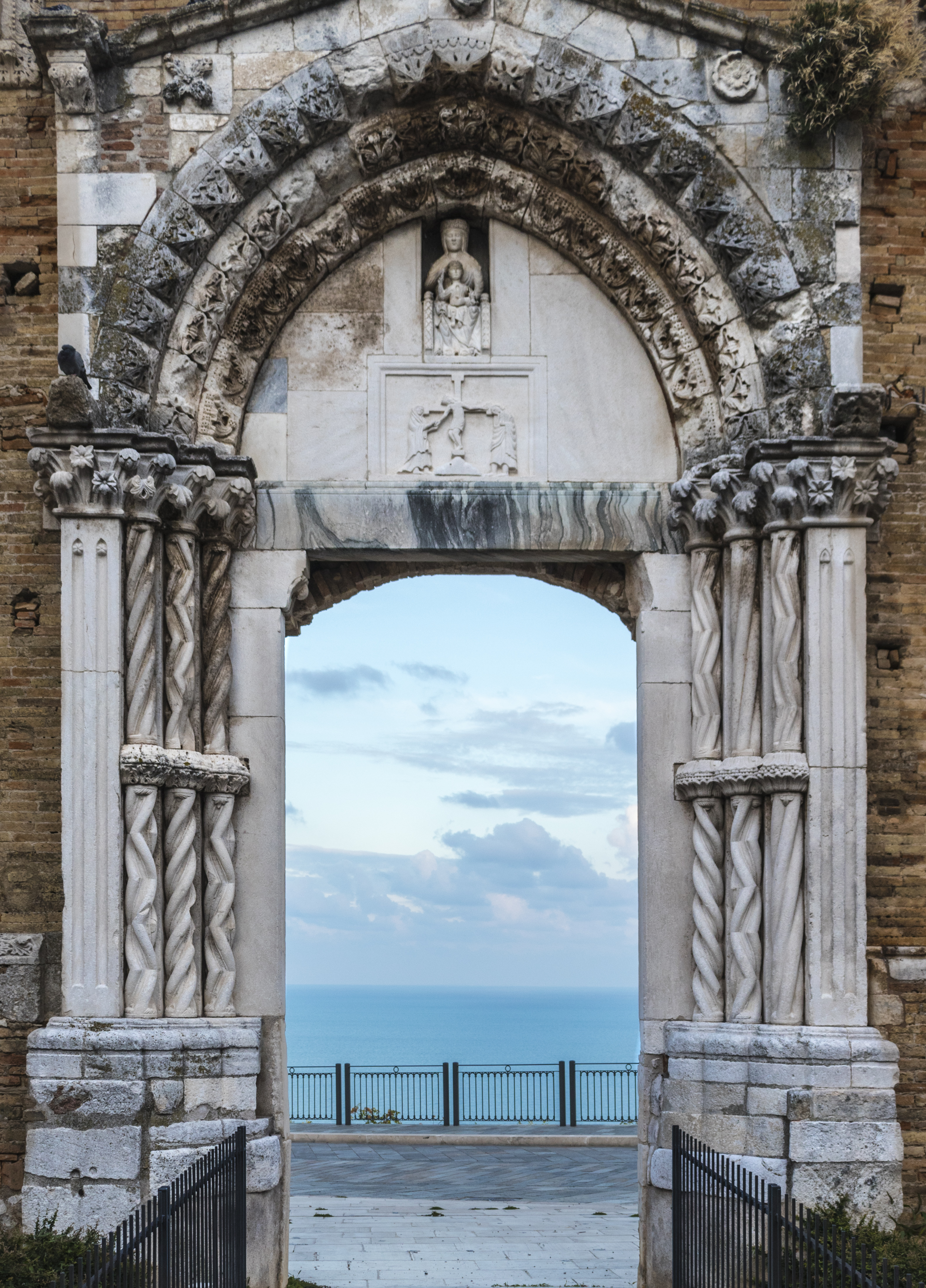
Portale superstite della chiesa di San Pietro, Vasto

Altra questione sulla paternità di Petrini è data dalla scomparsa chiesa di San Francesco a Monteodorisio, paese vicino a Vasto, città dove nell'architettura gotica operava un tal Rogerio o Ruggero da Fregene, che realizzò i portali del duomo di San Giuseppe (allora chiesa degli agostiniani dedicata a Santa Margherita) e della chiesa collegiata di San Pietro. Il Chiappini pensa che il portale potesse essere stato realizzato da tal Rogerio, che lavorò un cinquantennio dopo l'ultima attestazione di lavori petriniani (l'anno 1319), e che tale portale di Monteodorisio dovesse essere accostato a quelli di Agnone, delle chiese di Sant'Emidio e di San Francesco.
Gandolfo pur non citando la congettura di Aniceto Chiappini, stima che in Abruzzo dopo Petrini operò quest'altra bottega, che dovette avere molto a cuore l'opera di Francesco Petrini, date le somiglianze quasi identiche dell'impostazione dell'architettura, con la ghimberga, le modanature a diversi stili, i leoni stilofori, i telamoni per le colonne del rosone, ecc, insomma rispettarono tutto il bagaglio culturale del gotico che Petrini rielaborò e propose in un unico blocco per il lavoro di Santa Maria Maggiore. La chiesa di San Francesco di Montedorisio, abbandonata dall'800, essendo a rischio crollo, fu demolita nel 1964, e il portale smontato, e conservato nel deposito comunale. Dalle fotografie storiche si evince che sia il portale che il rosone rispettano abbastanza fedelmente, benché in maniera piuttosto povera, i canoni di Francesco Petrini, ma non si può stabilire con certezza la sua paternità; pur considerando comunque il fatto che il paese si trova sulla linea del tratturo che da Lanciano porta a Vasto, e di conseguenza ad Agnone e Larino, verso Termoli, terre che il Petrini attraversò per realizzare l'opera della cattedrale larinese.

## Architettura civile
Dell'architettura palaziale e civile di stile gotico resta poco, sempre a causa dei vari rifacimenti, e gli unici mirabili esempi si trovano a L'Aquila, Sulmona, Lanciano e Teramo. Nella prima città si conservano alcune case trecentesche, come quella di Buccio di Ranallo, primo storico della città, a Sulmona il monumentale Palazzo Annunziata, del complesso chiesastico omonimo, a Lanciano le botteghe medievale di Nicola de Rubeis (benché siano del Quattrocento), insieme a una casa con bifora gotica nei pressi di Santa Maria Maggiore, e a Teramo la casa dei Melatino, nobile famiglia che ebbe in potere la città nel XIII-XIV secolo.

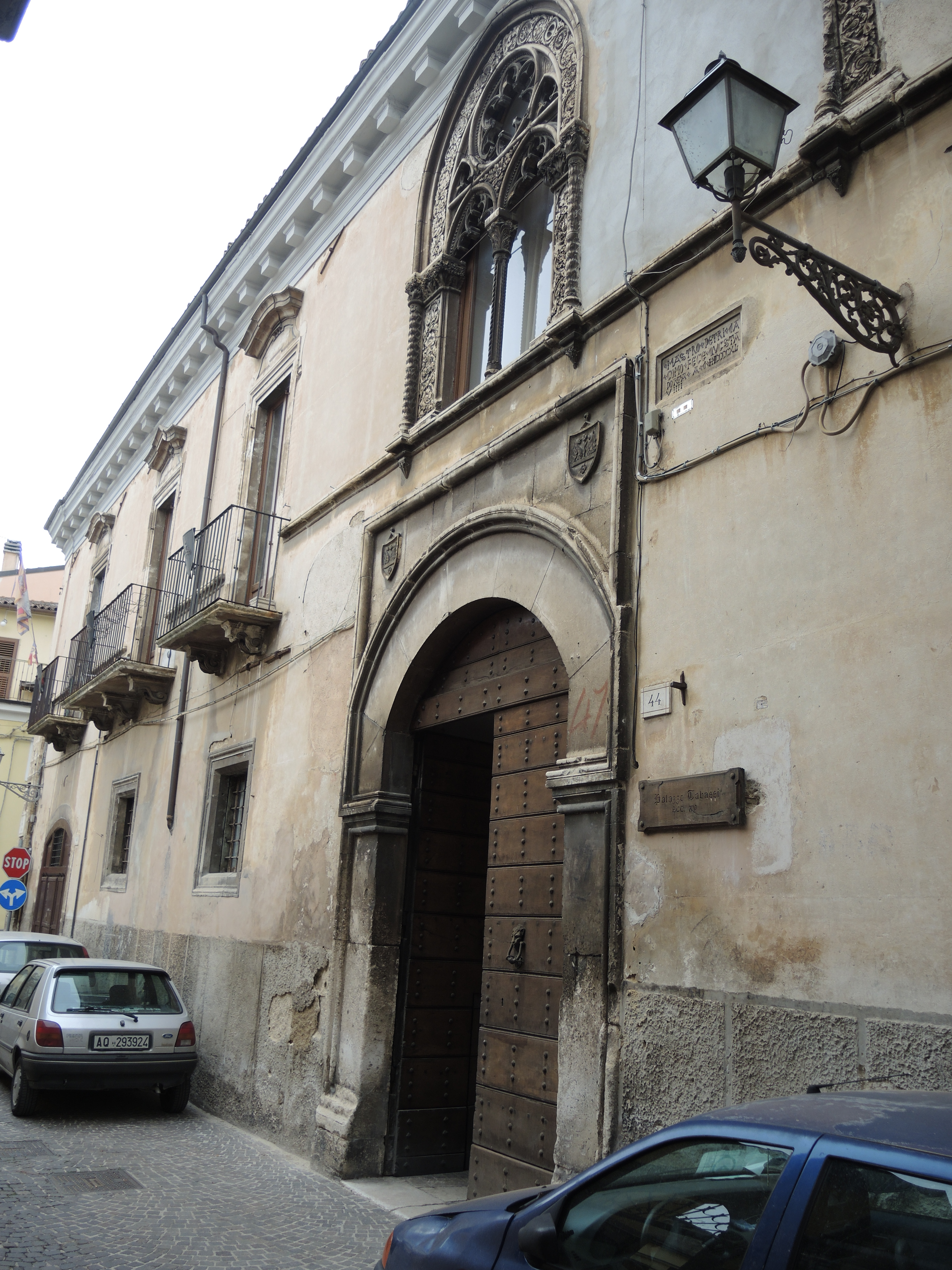
Facciata di Palazzo Tabassi a Sulmona, il finestrone gotico

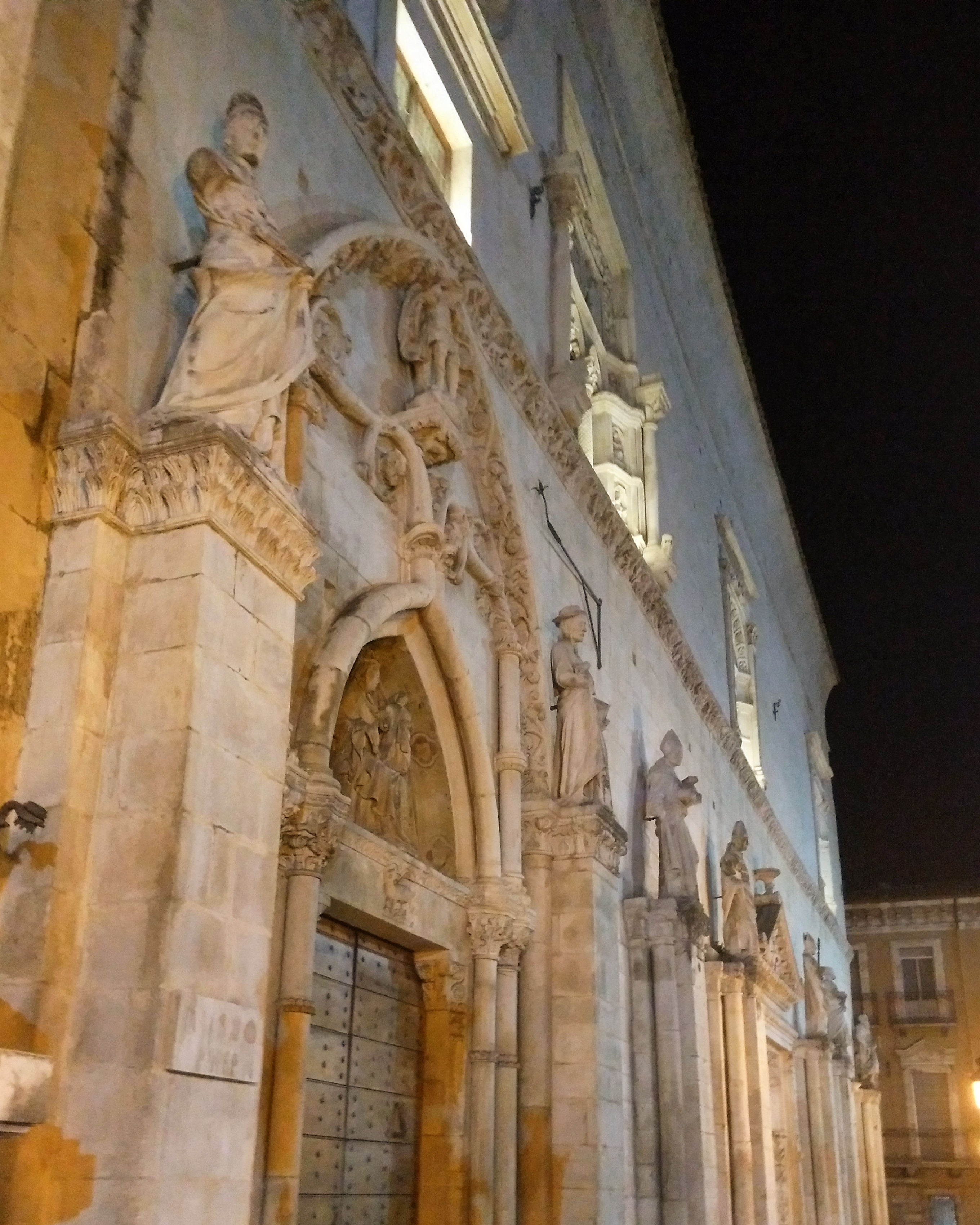
Il portale maggiore del palazzo Annunziata, Sulmona

Ad eccezione del Palazzo Annunziata, il gotico civile non ha prodotto brillanti costruzioni, e gli architetti del tempo si sono limitati a riprodurre i classici canoni dei portali ad arco acuto e finestre bifore, sul modello dei palazzo umbro-toscani. Merita un discorso a parte il Palazzo dell'Annunziata, insieme al Palazzo Sanità e a Palazzo Tabassi di Sulmona (parlando delle porzioni gotiche, per lo più le finestre bifore). Il complesso ospedaliero fu costruito nel 1320, ma restaurato dopo il 1349 e il 1456, salvandosi almeno nella facciata dopo il disastro del 1706, tanto da essere considerata la struttura palaziale gotica per eccellenza dell'Abruzzo. Unici infatti sono i portali, con le finestre, che dimostrano anche il passaggio di varie mani d'epoche diverse alla costruzione. Da sinistra, il grande portale con cornice in tralci vegetali è chiaramente trecentesco, e nella lunetta è raffigurata la Madonna col Bambino.

### Diodato Romano e la Cattedrale di Teramo
La ghimberga che contiene la lunetta primaria è una decorazione del tutto inedita, unica nel suo genere nella valle Peligna, non caratterizzata da un grande arco di Diodato Romano (1308), come ad esempio quella del Duomo di Teramo, ma realizzata con una scultura minuta e meticolosa incastonata sul piano della facciata, a cordoni di tralci che s'intrecciano tra loro, così come i tralci presenti nella lunetta acuta che l'arco realizza. Sopra di esso c'è il finestrone a trifora con cornice riccamente modellata a trapunta, e due angeli che sorreggono un oculo con l'Agnello mistico che regge la croce. Il portale secondario è cinquecentesco, con architrave a timpano triangolare, e con bassorilievo all'interno, ma comunque è ascrivibile al periodo gotico, benché molto tardo.

## Architettura gotica all'Aquila e Sulmona

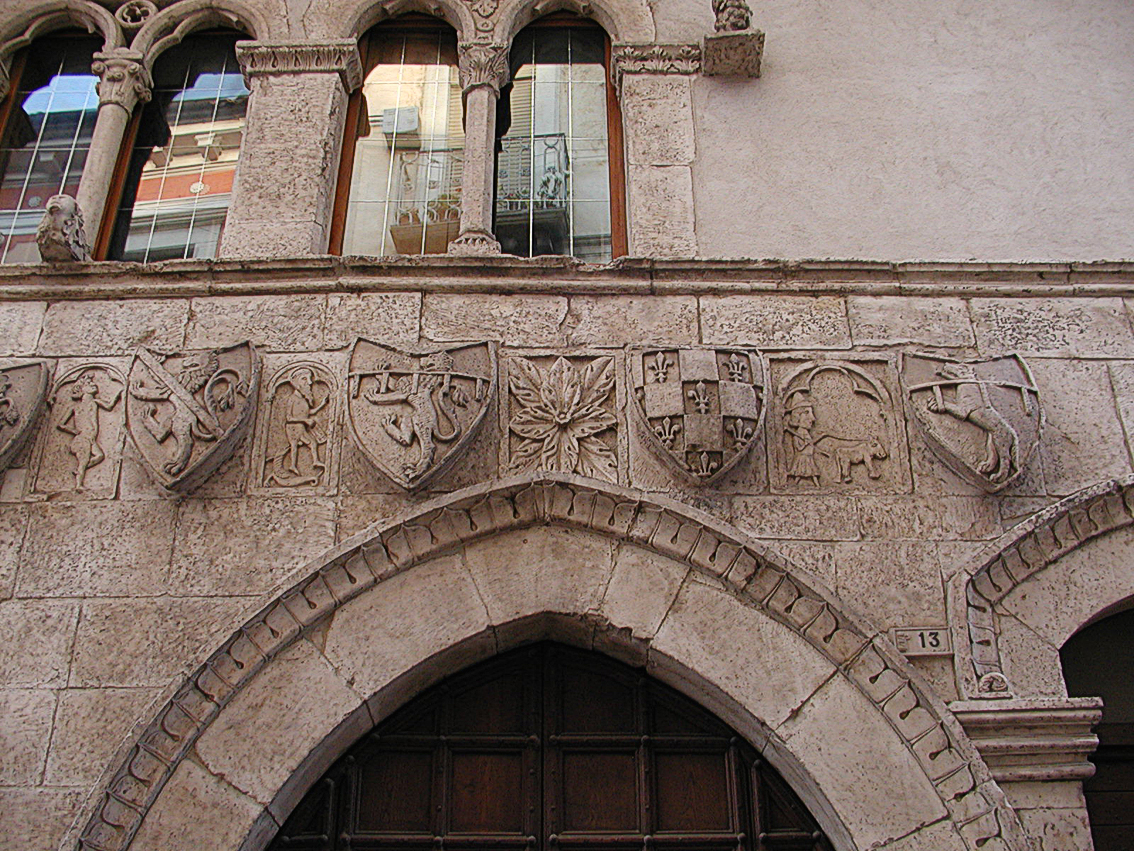
Particolare della facciata della Taverna Ducale di Popoli Terme

Il 1340 è anno d'inizio dei lavori della chiesa di san Marco di Pianola a L'Aquila, mentre nell'anno seguente iniziarono quelli della chiesa di San Vito di Tornimparte, presso la fontana delle 99 cannelle. Alla morte di re Roberto d'Angiò figlio di Carlo II, nel 1343 dunque, non essendoci eredi legittimi, salì al trono la nipote Giovanna I d'Angiò, le famiglie aquilane dei Pretatti e dei Camponeschi presupponendo la debolezza della regina, colsero l'occasione per spartirsi il potere della città, non senza guerre, dove vinsero i Camponeschi, che esiliarono i nemici e ne bruciarono i palazzi di rappresentanza.
Il 25 gennaio 1348 avvenne un grave terremoto con epicentro a L'Aquila, e l'anno seguente ne seguì un altro localizzato nel Molise, che danneggiò gran parte dell'Abruzzo centro-orientale aquilano e sulmonese, tanto che venne citato anche dallo scrittore Giovanni Boccaccio, in visita a Sulmona, e dall'umanista sulmontino Giovanni Quatrario.
Questo terremoto dette inizio a nuovi cantieri di ricostruzione della Cattedrale dei Santi Massimo e Giorgio a L'Aquila (anche se oggi questo intervento, meno che il mausoleo di Amico Agnifili realizzato alla fine del Quattrocento da Silvestro dell'Aquila, è stato azzerato dalla furia del terremoto del 1703), della chiesa di San Francesco a Palazzo, e delle principali parrocchie dei quartieri quali Santa Giusta, San Pietro, San Marciano, Santa Maria di Paganica e San Silvestro, come le vediamo oggi nell'aspetto tardo romanico esterno, e delle mura medievali di Porta Romana, Porta Bazzano e di Porta Leone.
L'anno seguente riprende la costruzione della chiesa di santa Maria d'Assergi o del Carmine (dal nome dell'ordine monastico che vi si insediò), e anche di quella di San Silvestro. Nel 1360 l'antica Marruvium venne distrutta da Francesco del Balzo, duca di Andria, e i pochi abitanti superstiti si trincerarono nel monastero di San Benedetto ricostruendo una piccola cittadella, da cui il nome "San Benedetto dei Marsi"; tale monastero fu distrutto dal terremoto del 1915..
Di San Benedetto, dopo la distruzione totale dell'abitato durante il terremoto del 1915, si ricorda il prezioso portale maggiore tardo romanico, a forti strombature, realizzato da maestranze romane, appartenuto alla prima cattedrale della diocesi Marsicana. La chiesa di Santa Sabina infatti nel XVII secolo fu privata della sede vescovile, traslata prima a Pescina, poi definitivamente ad Avezzano. Il portale superstite presenta molte affinità coi portali di San Pietro in Alba Fucens e portale di Santa Maria in Valle Porclaneta, ma risulta essere molto più elaborato nelle modanature e nei piccoli telamoni a figure umane negli angoli di stipite.
In questi anni visse anche il celebre cronachista Buccio di Ranallo aquilano, che fino al 1363 narrò nella Cronaca rimata le vicende della città dalla fondazione sino al 1362. Non si conosce la casa natale di Buccio, sicuramente era a Poppleto cioè Coppito, tuttavia si conosce la casa di morte a L'Aquila, nel Quarto Santa Maria, dietro la chiesa di Santa Maria Paganica, in via Accursio. La casa è il miglior esempio di dimora abruzzese del Trecento, realizzata in pietra squadrata, con delle finestre bifore in gotico fiorentino, e portali ogivali.
Nel 1372 a Teramo si consolida il potere dei Melatino, che edificano il loro palazzo di rappresentanza nel rione San Leonardo, ancora oggi esistente, vicino alla chiesa di Sant'Antonio. Anche questa dimora patrizia, eretta da Enrico Melatino, è un altro mirabile esempio di palazzo civile medievale abruzzese, in origine dotato anche di porticato. Esternamente è più elegante della casa di Buccio, con finestre bifore decorate da un tirtiglione con telamone a figura umana.
L'anno seguente a L'Aquila venne edificato il monastero di Sant'Amico delle suore donne dell'ordine Agostiniano. Modificato nel XV-XVIII secolo, questo monastero conserva di originale il portale rinascimentale. Si trova nel Quarto Santa Maria.

## Il gotico durante Carlo e Ladislao di Durazzo
Carlo III di Durazzo salì al trono nel 1381 e vi regnò sino al 1386: nel 1389 iniziò l'edificazione della nuova chiesa di Santa Maria del Ponte a Lanciano, che rimase in stile gotico-rinascimentale sino al XVIII secolo, quando venne completamente trasformata nell'attuale edificio. Non si sa con precisione quali particolari avesse, fatto sta che solo il cardinale e storico Anton Ludovico Antinori la cita come un edificio con soffitto a travi lignee.
L'anno seguente Antonio Acquaviva d'Atri divenne signore di Teramo, fu scacciato dai Melatino; nel 1392 la città di Chieti si alleò con altri castelli e baroni a favore del re Ladislao di Durazzo, per ottenere più potere nel contado, annettendo i borghi di Cepagatti, Spoltore, Vacri, Casacanditella. Nello stesso anno venne realizzato lo splendido portale gotico di Nicola Salvitti della Cattedrale di San Panfilo si Sulmona, coevo di quello della chiesa di Santa Maria della Tomba, mentre a Celano veniva ricostruito il castello Piccolomini voluto da Ruggero Orsini Del Balzo, passato a questa famiglia napoletana per mano di Antonio Maria de' Piccolomini, che si spartì il potere nella Marsica insieme agli Orsini e ai Colonna.

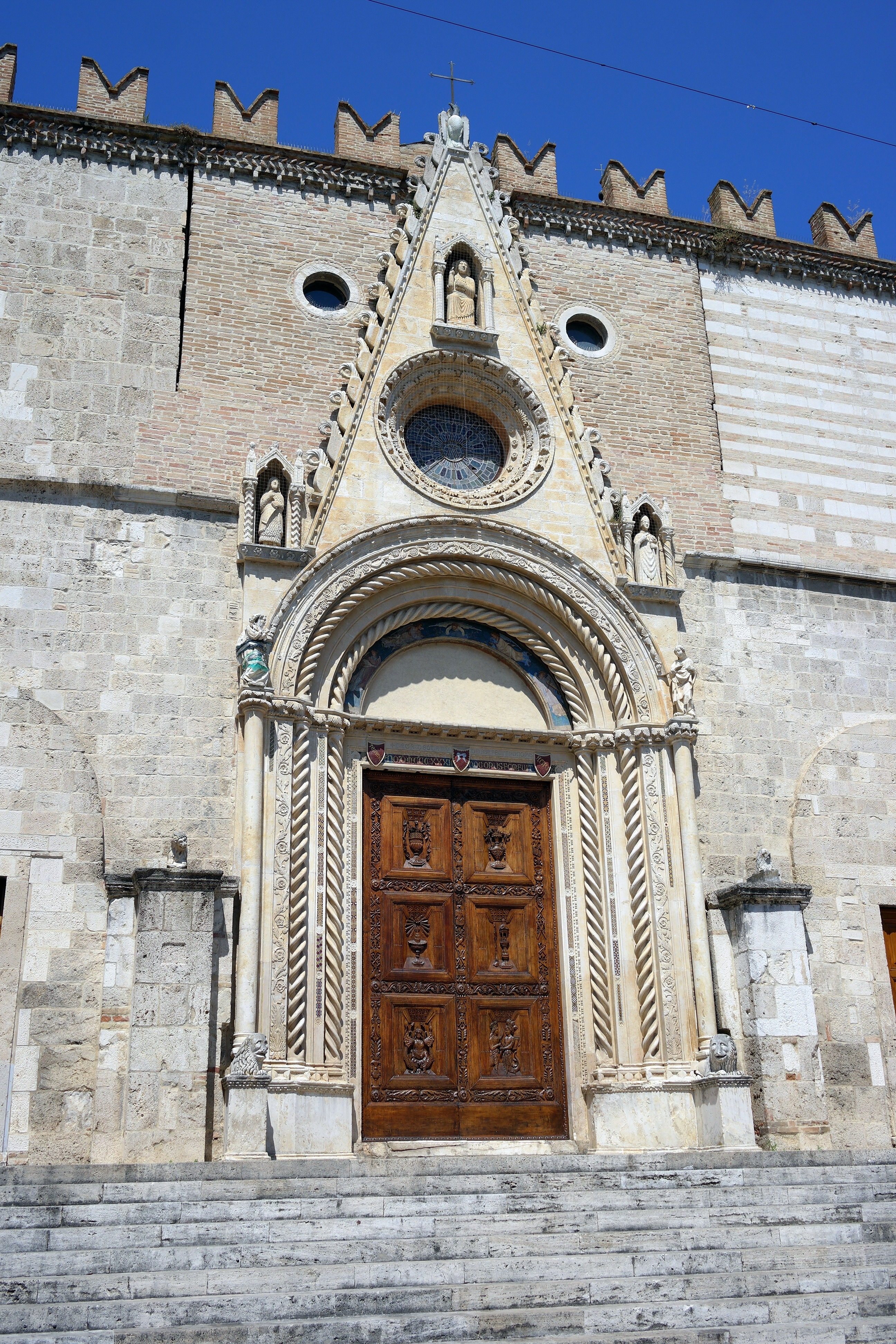
Ghimberga di Diodato Romano nel portale della Cattedrale di Santa Maria Assunta a Teramo

## Caratteristiche del gotico abruzzese
Il gotico abruzzese dunque non fu perfettamente omogeneo, ma alla maniera delle chiese di Perugia e Assisi, fu in continuazione caratterizzato dallo sperimentalismo e dall'individualismo delle maestranze dei diversi cantieri. Sempre come in riferimento al romanico, sia il gotico, che il rinascimento, che il barocco eccetera, in Abruzzo si svilupparono in maniera eterogenea e differente per via dei confini di montagna, che impedivano di fatto i diretti rapporti tra l'est e l'ovest della regione, e dunque per il fatto che l'Abruzzo Citeriore di Chieti costituiva un caso a sé  dal punto di vista gotico, l'Abruzzo Ulteriore di Teramo veniva influenzato dalle Marche, l'Abruzzo Ulteriore di Sulmona subiva l'influenza napoletana, e l'Abruzzo di L'Aquila e della Marsica si ispirava alle correnti umbro-laziali.

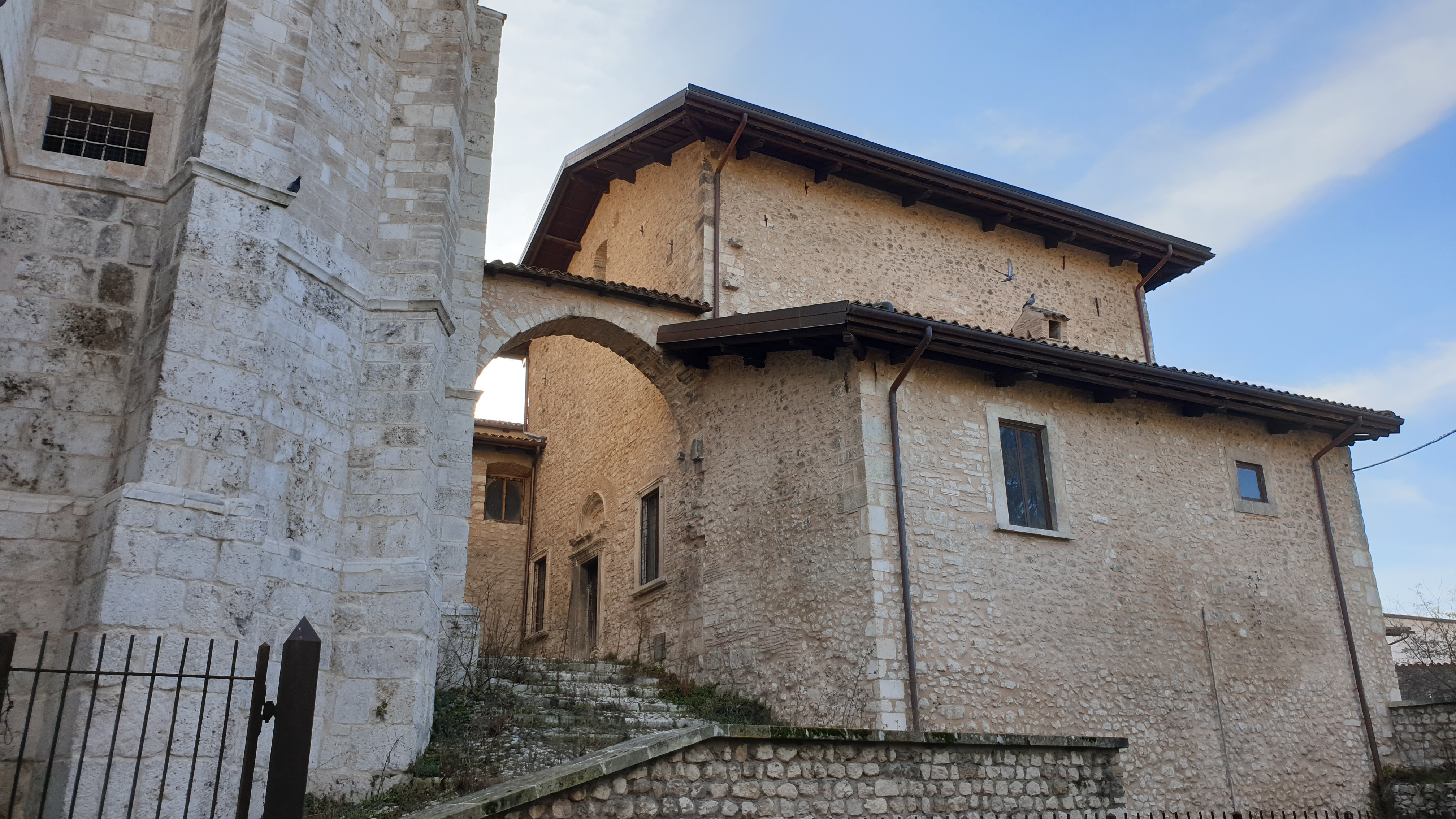
Retro della chiesa di San Domenico a L'Aquila, sulla destra l'ex oratorio romanico di Santa Croce

L'Aquila come si è detto fino ai primi del Quattrocento, video prevalere l'arte romanica, ma anche quella gotica, benché gli esempi architettonici siano relativamente pochi, a differenza della scultura, da una parte per il terremoto del 1461, che impose alla ricostruzione l'uso delle tecniche della nuova corrente del Rinascimento, dall'altra per via dell'ulteriore distruzione del 1703. In effetti si potrebbe parlare di sperimentalismo gotico già dal dopo 1349, quando le chiese e gli edifici vennero ricostruiti nel tardo-romanico, poiché già i rosoni di Collemaggio e delle altre principali chiese di San Silvestro, Santa Giusta, San Pietro eccetera mostrano chiaramente spunti gotici, come ha evidenziato anche il Moretti, ma la chiesa gotica per eccellenza, almeno prima delle trasformazioni radicali, dovette essere la chiesa di San Domenico con annesso monastero dei Domenicani.
L'insieme del complesso domenicano è piuttosto eterogeneo, la facciata a metà è tardo romanica, seguendo il modello aquilano, l'altra invece è stata lasciata incompiuta durante la ricostruzione barocca dopo il sisma del 1703, ma ciò che interessa è l'abside a tre tribune semicircolari, posteriormente (coeve delle absidi della chiesa di Santa Giusta in città), insieme anche al grande finestrone-portale del braccio del transetto, posto su via Amiternini. La chiesa infatti  è  a croce latina, questo transetto ricorda molto le architetture del gotico radiale francese, le cui nervature dell'arco a sesto acuto vanno ben oltre il sobrio stile usato nel primo Trecento. Altri esempi di gotico a L'Aquila, del XV secolo, dunque una mistura di tardo romanico, gotico e impianto rinascimentale a croce greca, si hanno nella chiesa di Santa Maria del Soccorso presso il cimitero (anche se mostra più che altro tracce rinascimentali), e nella chiesa della Madonna degli Angeli a Porta Napoli, ma specialmente nei rosoni della basilica di Collemaggio, di San Silvestro e della chiesa di Santa Maria Assunta in Assergi, dove pare avesse operato la stessa scuola.

## Il gotico in Abruzzo nel XIV-XV secolo

### I cantieri di Teramo
Nella seconda fase del gotico abruzzese, meritano attenzione la fascia territoriale di Teramo, e soprattutto di Sulmona. A Teramo il gotico in particolare è ancora presente in diverse chiese oltre al Duomo di Santa Maria, nella chiesa di San Domenico, nella chiesa di Sant'Antonio di Padova e nella chiesa di Santa Caterina. Il portale della Cattedrale, di tipo cosmatesco, è di origini romaniche, come dimostra l'arco a tutto sesto, ma è stato corposamente ornato nel 1332 da Diodato Romano nel 1332, con la radiosa ghimberga, e le sculture di Nicola da Guardiagrele. Sopra l'arco a tutto sesto si trovano gli stemmi a scudo di colore rosso della città, di Atri e delle armi del vescovo Niccolò degli Arcioni, il committente del restauro gotico del Duomo.
La ghimberga rappresenta un altro caso inedito in Abruzzo, per la sfarzosa monumentalità, tanto che il vertice raggiunge e supera la linea sommitale della facciata: lo stile è quello classico del gotico romano, con decorazione a gattoni. Lo stesso motivo è riproposto nella ghimberga del portale di San Filippo Neri a Sulmona.
Il secondo esempio più importante del gotico teramano e il complesso di San Domenico, voluta nel 1323 da Nicolò degli Arcioni. L'ordine domenicano era già presente a Teramo, ma insediato in un'altra chiesa in sede provvisoria (Sant'Agostino), in attesa della costruzione di un monastero vero e proprio, per cui fu scelta un'area presso Porta Romana.

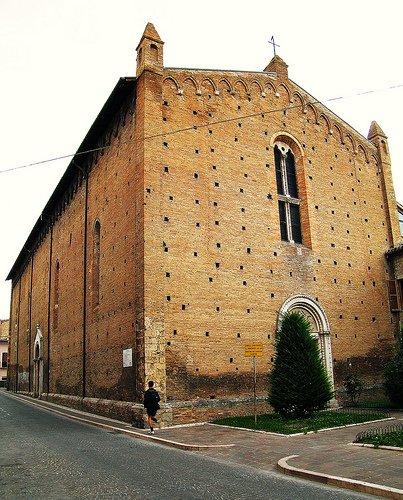
Chiesa di San Domenico a Teramo

### Il modello teramano di San Domenico
La grande chiesa fu portata a compimento nel 1407, con i contributi di Matteo Melatino, che era morto nel 1371. Elementi architettonici e strutturali, riscontrabili nella parete esterna della cappella del Rosario, tra cui due piccole finestre sestiacute, inducono a pensare a una primitiva chiesa successivamente ampliata per volere dei Domenicani. Le chiese degli ordini Mendicanti vennero realizzate seguendo lo slancio mistico e la severa maestà, e la chiesa di Teramo mostra tutte le principali caratteristiche, un esterno sobrio e un'aula unica molto spaziosa, coperta da soffitto a travatura costolonata in pietra. I monaci eliminarono ogni forma di abbellimento, a differenza dei monaci Francescani nel rione San Leonardo, della chiesa di Sant'Antonio di Padova: la chiesa di San Domenico infatti poggia su semplice basamento sagomato in pietra, con qualche finestrone oblungo a bifora e un grazioso portale tardo-romanico.
L'interno è rinforzato da arconi poggianti su robusti contrafforti angolari, che dividono il tetto in 6 campate, mentre il coro che si trova dietro l'altare, è costituito da un'abside con volta a crociera costolonata, con dipinto un cielo stellato.

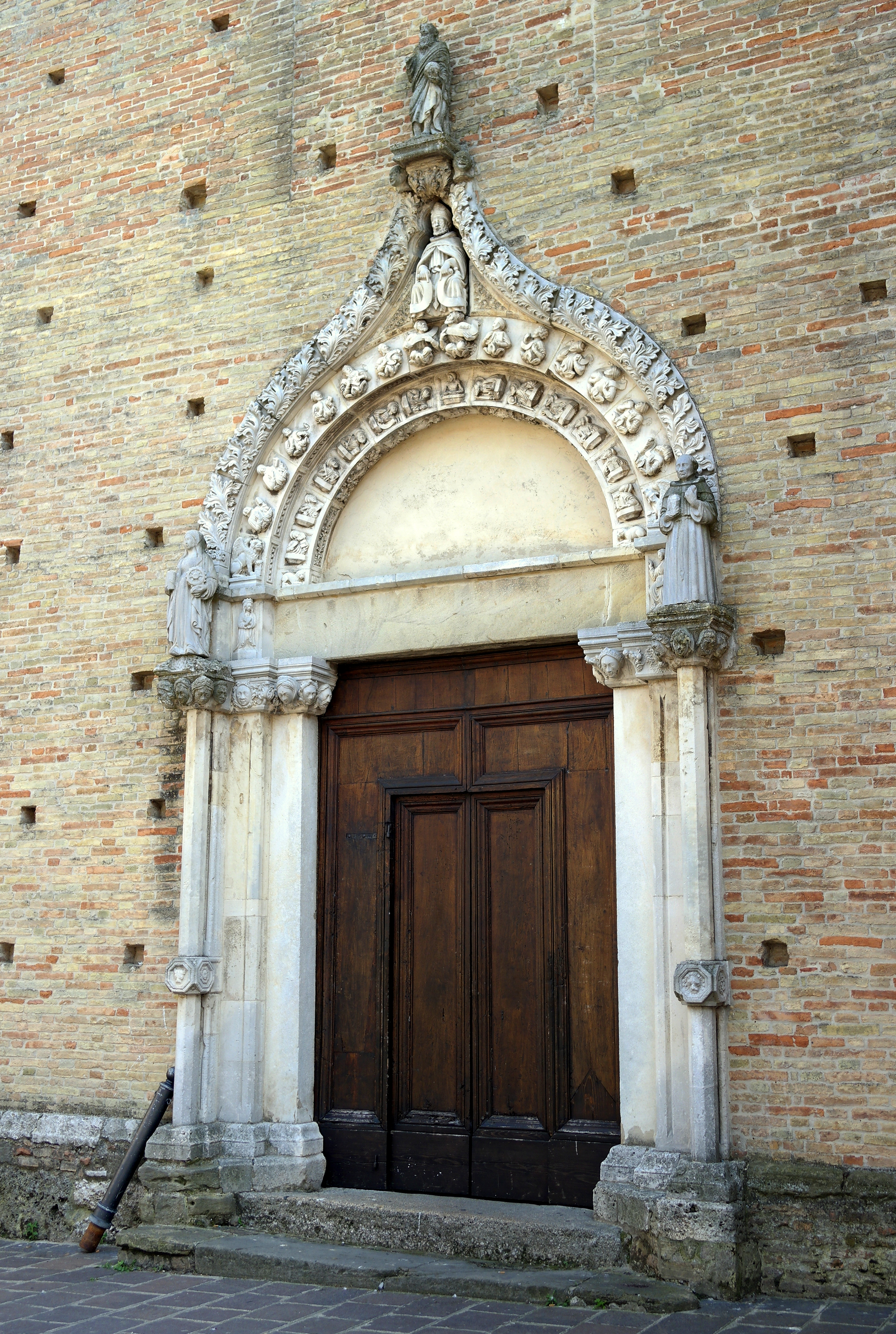
Portale di Sant'Agostino ad Atri

Anche nel resto del teramano il gotico ancora oggi caratterizza parte delle architetture religiose: il massimo esempio è la chiesa di Sant'Agostino di Atri, nella parte del portale. Infatti si tratta del miglior esempio di "gotico fiammeggiante" d'ispirazione francese, che sembra avere molte analogie anche con il portale maggiore di Palazzo Annunziata a Sulmona, specialmente per la cornice a volute. Realizzato nel 1420 per volere di Piero Bonifacio Acquaviva, da Matteo di Napoli, il portale è inquadrato da questa doppia cornice, quella più esterna composta da motivi fitoformi a punta di diamante, che terminano nel raccordo sommitale, con figura di santo, e in una nicchia appena sotto c'è la statua di Sant'Agostino.
Ugualmente in cima ai due stipiti laterali ci sono statue di santi, mentre tutta la cornice a quadretti è ornata da teste angeliche e di putti. Lo stesso può dirsi per l'esempio della chiesa di Santa Maria a Mare di Giulianova, dove i due stipiti sono ornati da leoni stilofori, sopra capitelli corinzi compositi, la cornice strombata dell'arco a tutto sesto è adorna di motivi vegetali e a croquet, e nello strombo più esterno è tempestata di teste angeliche, nel riquadro della lunetta c'è la Madonna col Bambino, e infine tale portale è inquadrato dalla tipica ghimberga gotica.

## Tardo gotico a Sulmona

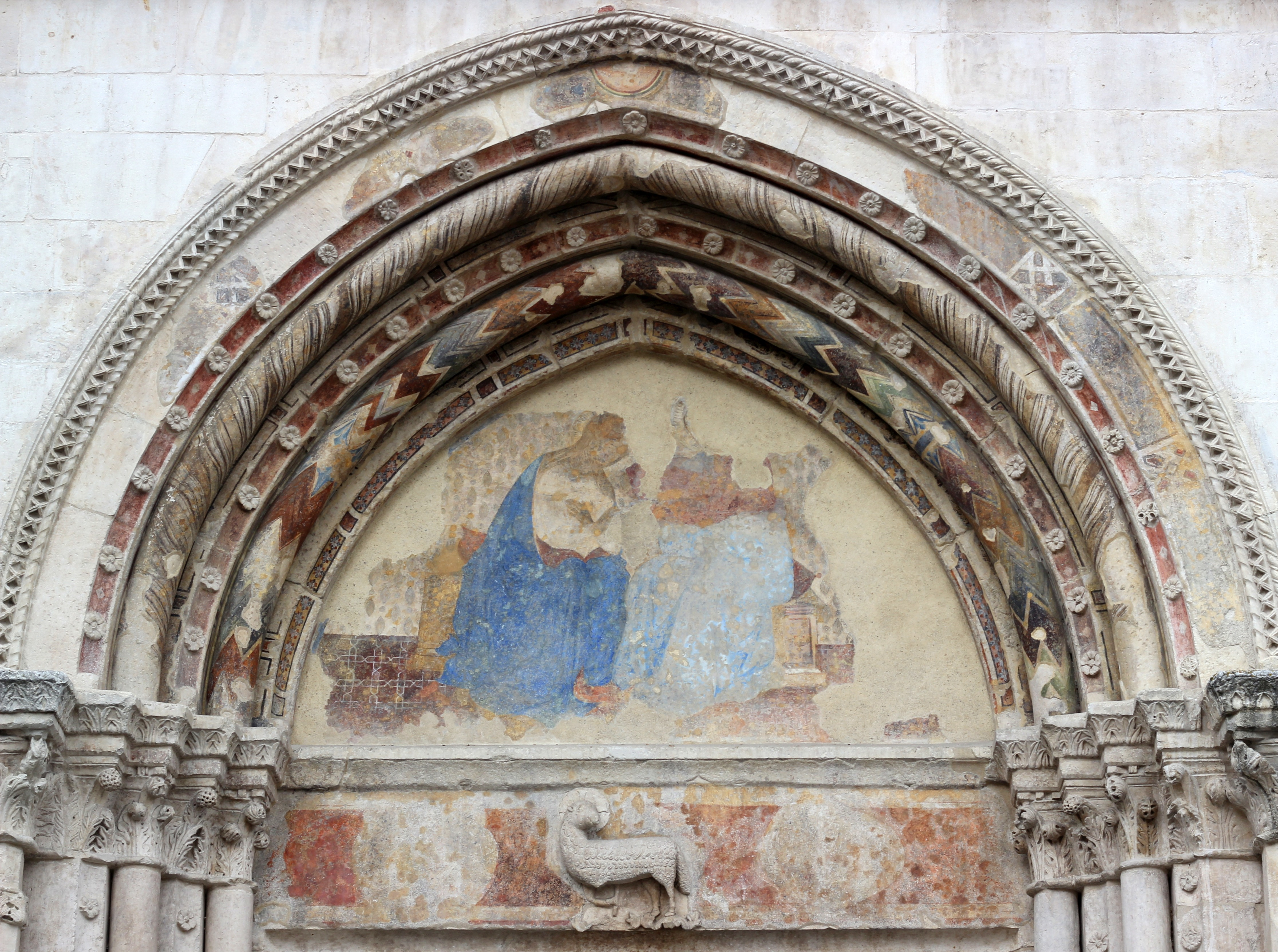
Portale di Santa Maria della Tomba a Sulmona

Infine a Sulmona e nella valle Peligna il gotico, essendo già presente nel XIII secolo, come testimoniano i documenti delle chiese di San Francesco d'Assisi e Santa Chiara, insieme allo stesso portale dell'antica chiesa degli Agostiniani, distrutta nel 1706, e rimontato nella chiesa di San Filippo in Piazza Garibaldi, si diffuse nel tardo Trecento, con delle maestranze della Maiella, che eseguirono varie opere sia nella capitale degli antichi Peligni, sia nei centri della montagna orientale e occidentale, fino a Guardiagrele, come dimostra l'esterno del Cattedrale di Santa Maria Maggiore. Nicola Salvitti eseguì nel 1391 il portale della Cattedrale di San Panfilo, che gli fu commissionato dal vescovo Bartolomeo di Gasparre. Gavini sostiene che Salvitti operò anche nelle altre principali chiese di Sulmona, realizzando la facciata di San Francesco della Scarpa, e anche il portale di Santa Maria della Tomba.
La mostra di San Panfilo, si richiama alla tipologia squisitamente gotica; infatti nel rispetto della maggior parte dei portali abruzzesi, presenta maggior sviluppo nel senso verticali, tanto che l'archivolto ogivale tocca quasi la cornice marcapiano, esempio di interpretazione e trasformazione all'abruzzese delle correnti artistiche, come il portale di Teramo, eseguito per celebrare il potere del vescovo degli Aprutini, che all'epoca amministrava il potere temporale e spirituale nella città.
Questo portale di San Panfilo, come gli altri coevi del Salvitti, è sovrastato da una lunetta archiacuta con affresco posteriore, ai lati due colonnine sostenute da leoni stilofori, che atterrano delle prede, con capitelli che s'impostano in edicolette con le statue dei santi patroni della diocesi e di Sulmona. Questi elementi differenziano il portale dagli altri, anche se il modello del leone stiloforo con colonna di sostegno era già frequente dal tardo romanico abruzzese, come dimostrano i casi di San Giovanni ad Insulam e Santa Maria Maggiore di Lanciano.

## Cronologia del gotico

### Il portale di Sant'Agostino di Sulmona
Le disgraziate distruzioni dei terremoti del 1456 e del 1706 provarono duramente l'architettura medievale sulmontina, tanto che molto dell'architettura del XIII secolo è andato perduto, se non fosse per la rielaborazione del gotico da parte del maestro Nicola Salvitti.

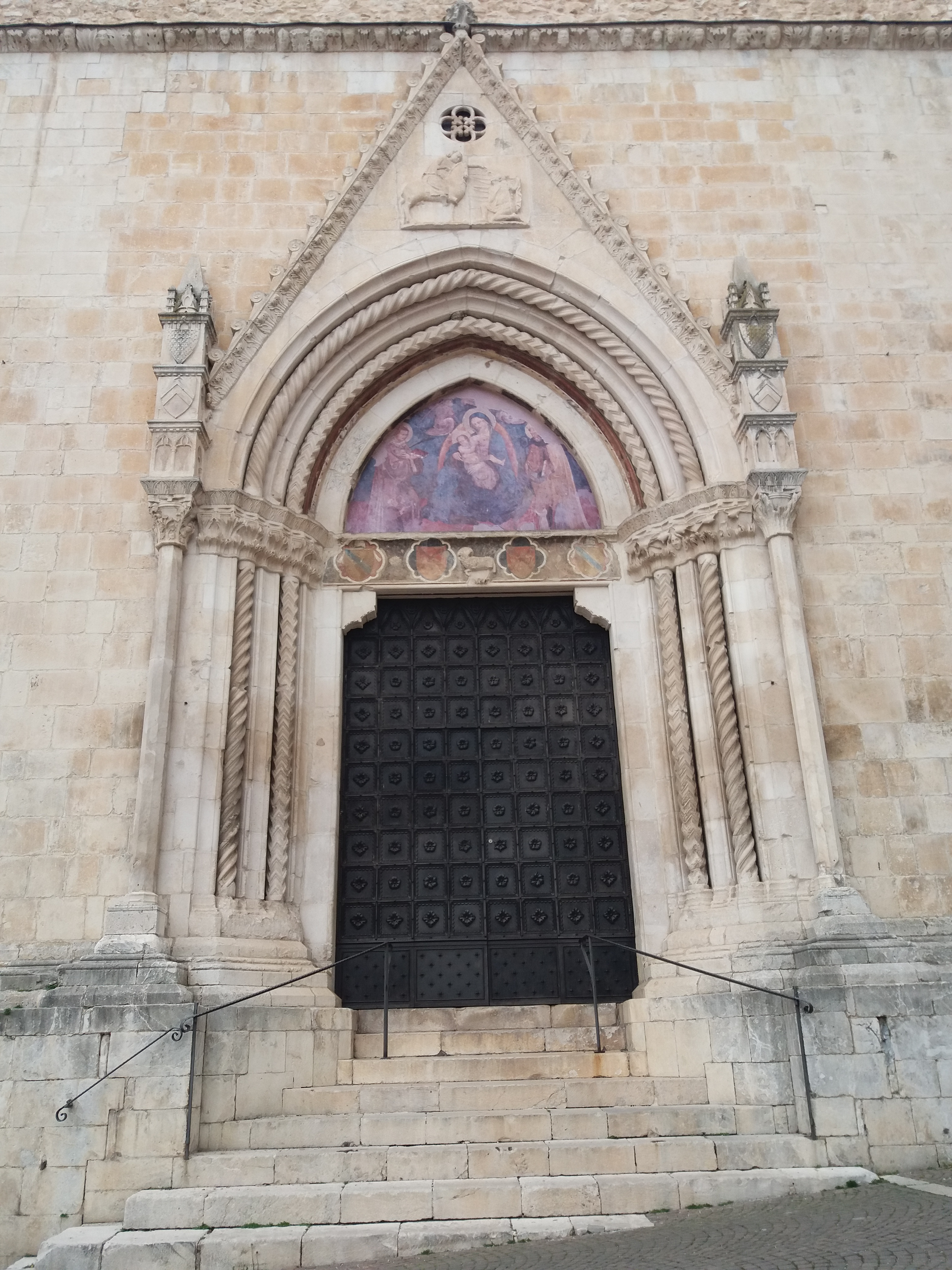
Portale dell'ex chiesa di Sant'Agostino, rimontato nella chiesa di San Filippo Neri (Sulmona)

Il portale più antico di Sulmona, quanto al gotico, proviene dalla scomparsa chiesa con monastero di Sant'Agostino, che doveva trovarsi all'inizio del corso Ovidio, dal piazzale Carlo Tresca, dato che vi era anche una porta muraria dedicata al santo. Il portale fu realizzato da anonimo nel 1315, come mostra la datazione, rimase presso la storica chiesa anche dopo il terremoto del 1706, quando essendo la struttura a rischio crollo, nel 1885 fu spostato e rimontato nella chiesa di San Filippo Neri nella piazza Garibaldi.
Il portale, a differenza di quello del monumentale complesso di San Francesco della Scarpa, su via Mazzara, è l'esempio più felice del gotico angioino sulmontino: presenta uno schema ad arco a sesto acuto con strombatura, sottolineata da colonnine tortili e pilastri con capitelli riccamente decorati, pur rimanendo fedeli al capitello a blocco trapezoidale di tradizione romanica, con fregi. Le colonne esterne a sezione ottagonale, da cui parte il frontone cuspidato, sostengono pinnacoli con gli stemmi angioini e della famiglia Sanità di Sulmona, che aveva contribuiti all'erezione del monastero agostiniano.
Stessa cosa potrebbe dirsi di questa costante di Sulmona, col portale del Duomo di Nicola Salvitti. Al centro dell'architrave, ossia nella lunetta, c'è l'Agnus De che porta la croce, sui lati sono dipinti degli stemmi, l'affresco della lunetta più tardo, rappresenta la Madonna col Bambino tra Sant'Agostino e San Lorenzo. L'originalità oltre ai due pinnacoli, anziché dei leoni stilofori più convenzionali e cari ai maestri abruzzesi, sta nella resa della ghimberga molto elevata, testimonianza che il maestro fosse in contatto, o che avesse accettato bene la lezione napoletana del portale della chiesa di Sant'Eligio Maggiore.

### La bottega di Nicola Mancino di Ortona

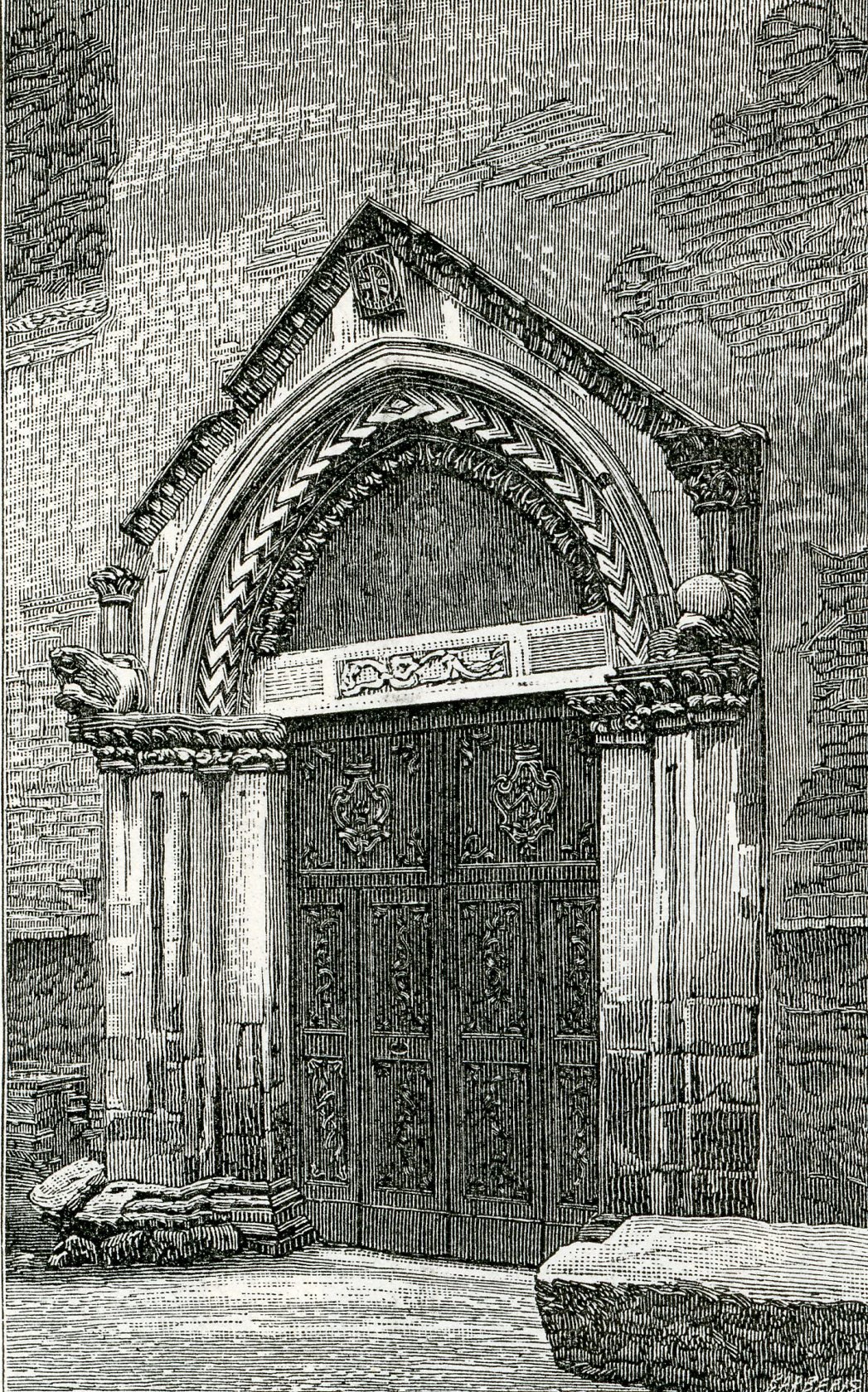
Incisione del portale della chiesa di Sant'Antonio a Chieti

Qualche storico ha letto nel portale della chiesa di Santa Maria della Civitella in Chieti (antico monastero dei Celestini), la datazione 1313, ma ciò è impossibile, visto che critici come Gandolfo e Moretti ipotizzano che Francesco Petrini per il portale del 1317 si possa essere ispirato proprio a lui, inoltre quest'anno era inquadrato in un periodo di massimo sviluppo del gotico abruzzese, per mostrare ancora dei portali in cui l'architetto si limitava a proporre le novità dell'archivolto, della ghimberga, senza particolare attenzione all'originalità, e soprattutto era intercorso troppo tempo dalla morte di Carlo II d'Angiò, sotto il cui auspicio i Celestini avevano consolidato il loro potere nell'Abruzzo, tanto da far costruire presso il portale, in cima alla ghimberga, la testa pur rozza del re di Napoli.
Il portale di Ortona, sempre del Mancino, sembra avere più qualità di quello di Chieti, malgrado i gravissimi danni causati dalla guerra del 1943, le statue del Cristo tra la Vergine e San Tommaso oranti sono ancora piuttosto grezze e tozze, ma già sembrano dimostrare che il maestro abbia considerato i modelli del portale della Luna dell'abbazia di San Giovanni in Venere, per la buona resa dei panneggi e delle espressioni, tanto da far distaccare queste sculture dalla schiera delle figure romaniche abruzzesi, ancora intrise di patina bizantina.
Quanto a Chieti, nel 1375 c'è un ultimo bagliore di gotico: il portale della chiesa di Sant'Antonio abate. Non siamo ai livelli di Francesco Petrini e Rogerio da Fregene, ma la lezione della ghimberga, dell'archivolto, del capitello a bouquets e delle modanature a tortiglioni (benché ridotte all'osso, tanto da ipotizzare un ritorno all'archetipo di Santa Maria della Civitella) è ben inserita nel panorama culturale locale.

### Nel Ducato di Atri
Alla metà del XIV secolo, nella città di Atri, dove gli Acquaviva hanno costituito un saldo stato, appunto il Ducato, risalgono i complessi di San Domenico o San Giovanni, e di Sant'Agostino, con il portale realizzato, insieme a quello, però della metà del XV secolo, di Santa Maria Nuova di Cellino Attanasio, da Matteo Capro da Capua. Presso Giulianova si conserva il notevole esemplare della chiesa di Santa Maria a Mare, con il portale sempre di Matteo Capro, decorato con segni enigmatici.
In Guardiagrele oltre al duomo con il portale strombato ad arcata ogivale e gruppo scultoreo di Nicola da Guardiagrele dell'Annunciazione, si conserva la facciata della chiesa di San Francesco, dal portale a cornice a spina di pesce e tralci vegetali, incassato in una ghimberga gotica.

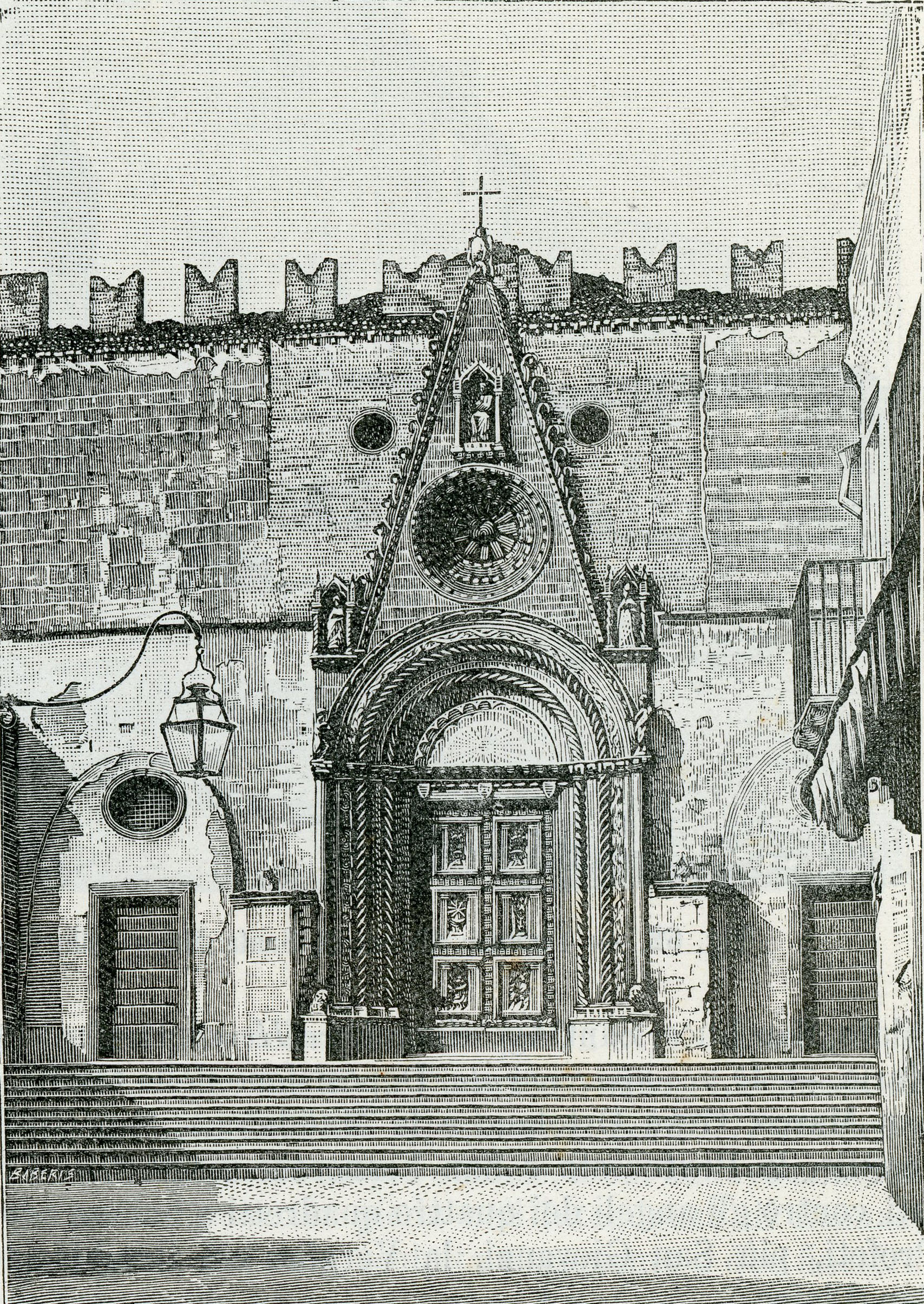
Incisione storica del portale di Diodato Romano della Cattedrale di Teramo

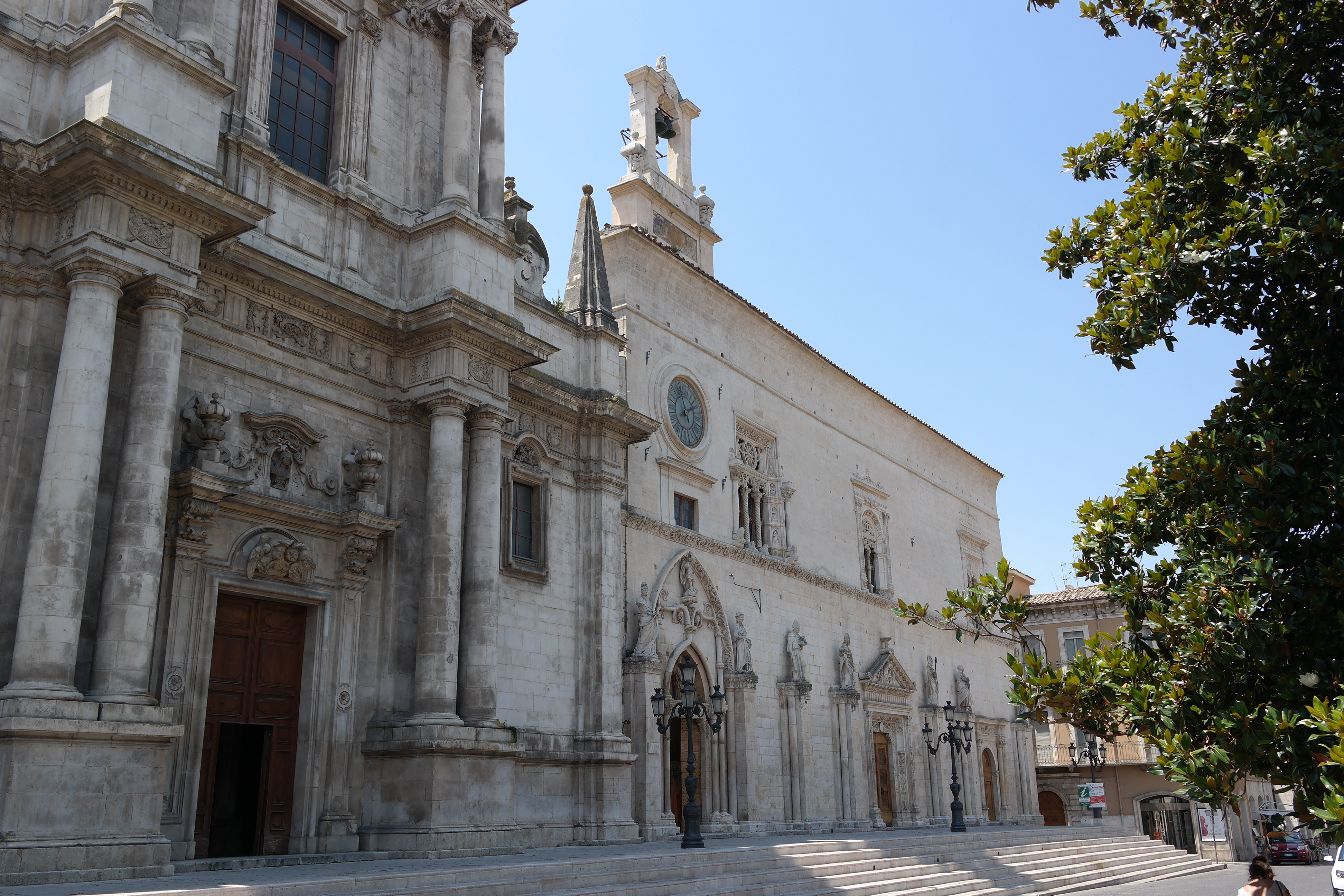
Il complesso dell'Annunziata di Sulmona

### Il Palazzo Annunziata di Sulmona
A Sulmona si conserva la mirabile facciata del Palazzo Annunziata, facente parte del complesso della Santissima Annunziata sul Corso Ovidio, terminata nel 1320, anche se rimaneggiata più volte a causa dei terremoti del 1456 e del 1706. Rappresenta il trionfo del gotico abruzzese internazionale. La parte più antica del palazzo è il settore con la Porta dell'Orologio; tale orologio fu installato nel XVI secolo; il portone presenta come elementi decorativi la statua di San Michele, due coppie di colonne per lato che si prolungano oltre i capitelli, attorcigliandosi in simmetriche volute, per poi assottigliarsi e terminare in rosoncini.
Di poco superiore c'è la trifora ornata da colonnine tortili poggianti su leoni accovacciati e statuine a tutto tondo; presso gli stipiti sono raffigurate le Quattro Virtù, sul lato opposto il simbolo dell'Agnello Mistico dentro una raggiera, sostenuta da due angeli. Al di sopra è posto lo stemma civico.
La parte centrale del palazzo è di stampo rinascimentale; il portale principale dà accesso alla Cappella del Corpo di Cristo, adornato da ghirlande, festoni, timpani, volute, figure animali di rettili e uccelli, nella parte mediana ci sono due piedritti con due tondi e un gruppo scultoreo della "Madonna col Bambino tra angeli". Il portale è sovrastato da una bifora con due angeli che sorreggono lo stemma del Pio Ente della Casa Santa dell'Annunziata, decorato da motivi a candelabra e ricchi trafori.
L'ultima parte laterale del 1519-22 possiede un portale abbastanza classico, privo di timpano e di ridotte dimensioni; entro due tondi posti nei pennacchi sono rappresentati l'Angelo Gabriele e la Vergine. Nella base dei piedritti c'è lo stemma dell'Annunziata, e presso i pilastri i Quattro Dottori della Chiesa Gregorio Magno, Bonaventura, Sant'Agostino e San Girolamo.

### La bottega di Rogerio di Fregene a Vasto
A Vasto, a causa di vari rifacimenti nel XVII-XVIII secolo da parte della famiglia d'Avalos per ostentare il pregio della città, nonché per i dettami dei due rettori delle collegiate di Santa Maria Maggiore e San Pietro, oggi dell'architettura romanico-gotica si conservano solo due esemplari: il portale del Duomo di San Giuseppe, anticamente chiesa di Sant'Agostino con monastero, e quello della facciata di San Pietro, unico elemento lasciato in piedi dopo le demolizioni necessarie dovute alla frana del 1956 che interessò il costone a mare, del centro storico del quartiere Guasto d'Aimone.

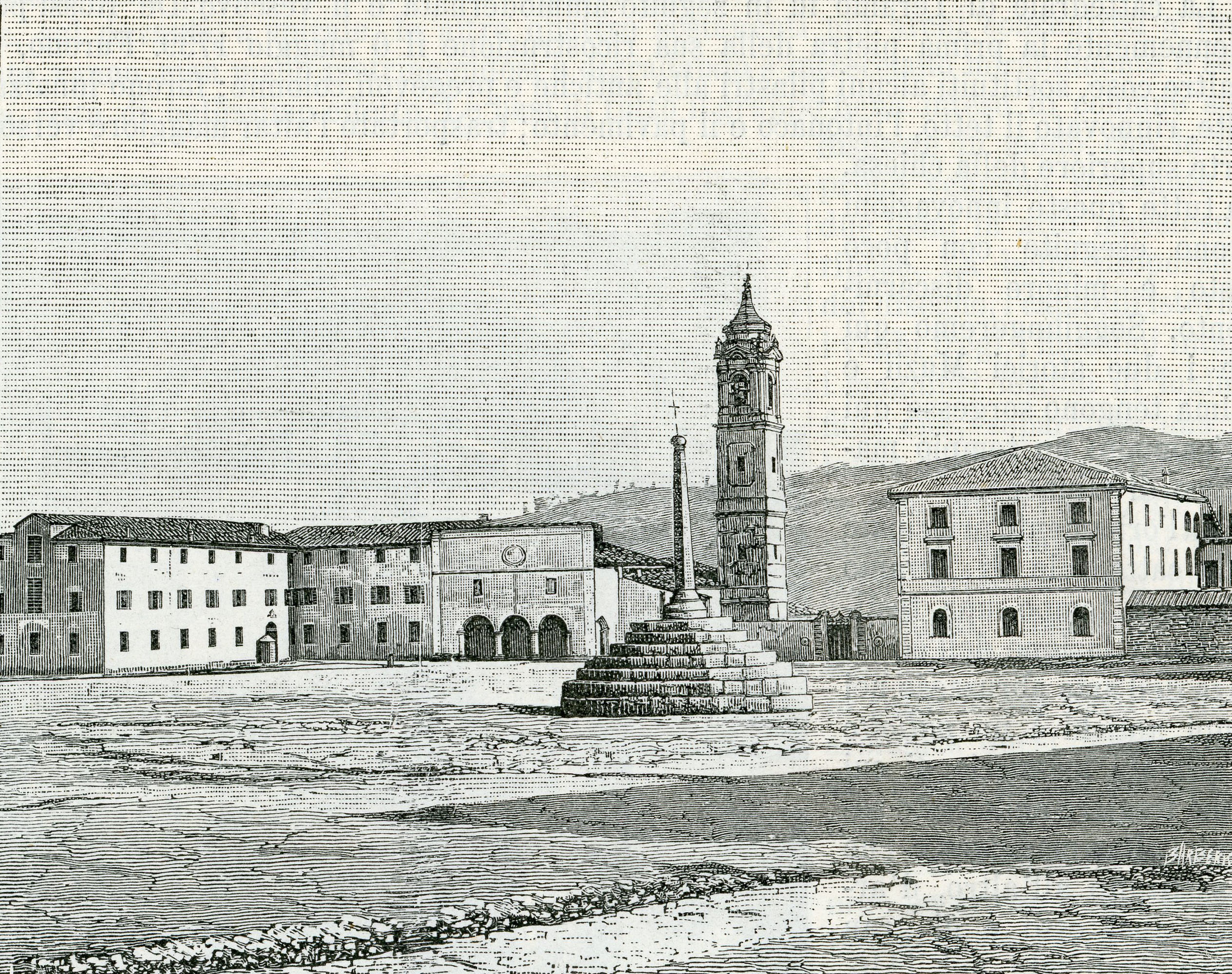
Veduta del monastero delle Benedettine di Sant'Angelo, oggi santuario della Madonna delle Grazie, fuori dalla cinta muraria di Teramo (Porta Madonna). L'aspetto odierno neogotico è dovuto a rifacimenti degli anni '10 del Novecento

Il portale di San Pietro è ascrivibile a una scuola relativa a quella di Francesco Petrini di Lanciano. A differenza di Petrini tuttavia, il magister del portale di San Pietro predilige delle modanature a punte di diamante traforate, che mette in bella mostra nella fascia più esterna della modanatura, lasciando per le altre le classiche a costoloni tortili e pietre squadrate traforate; il maestro riprende inoltre i classici "bouquets" di foglie e ganci sporgenti, di tradizione federiciana, come mostrano anche gli esemplari del portale di Castel del Monte o l'intercolunnio dell'abbazia di Vezzolano. Questi capitelli a bouquets sono in tre ordini, da cui partono tre colonne a tortiglione, molto grezze rispetto a quelle della bottega petriniana.

## Lista delle maggiori architetture gotiche in Abruzzo
La lista è tratta dall'elenco dei due volumi della Storia dell'architettura in Abruzzo (1927) di Ignazio Carlo Gavini.

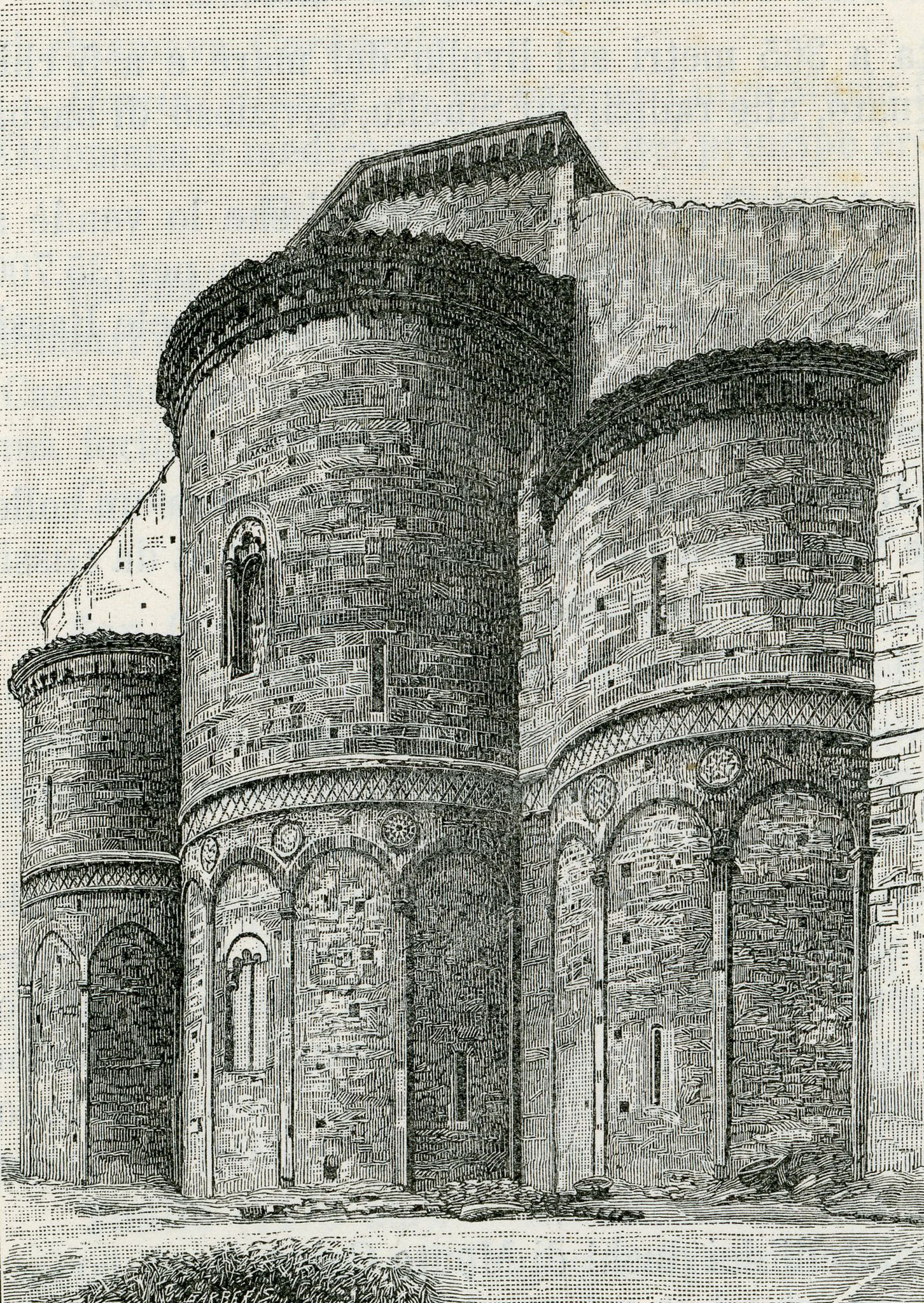
Abbazia di San Giovanni in Venere al tempo di Gavini
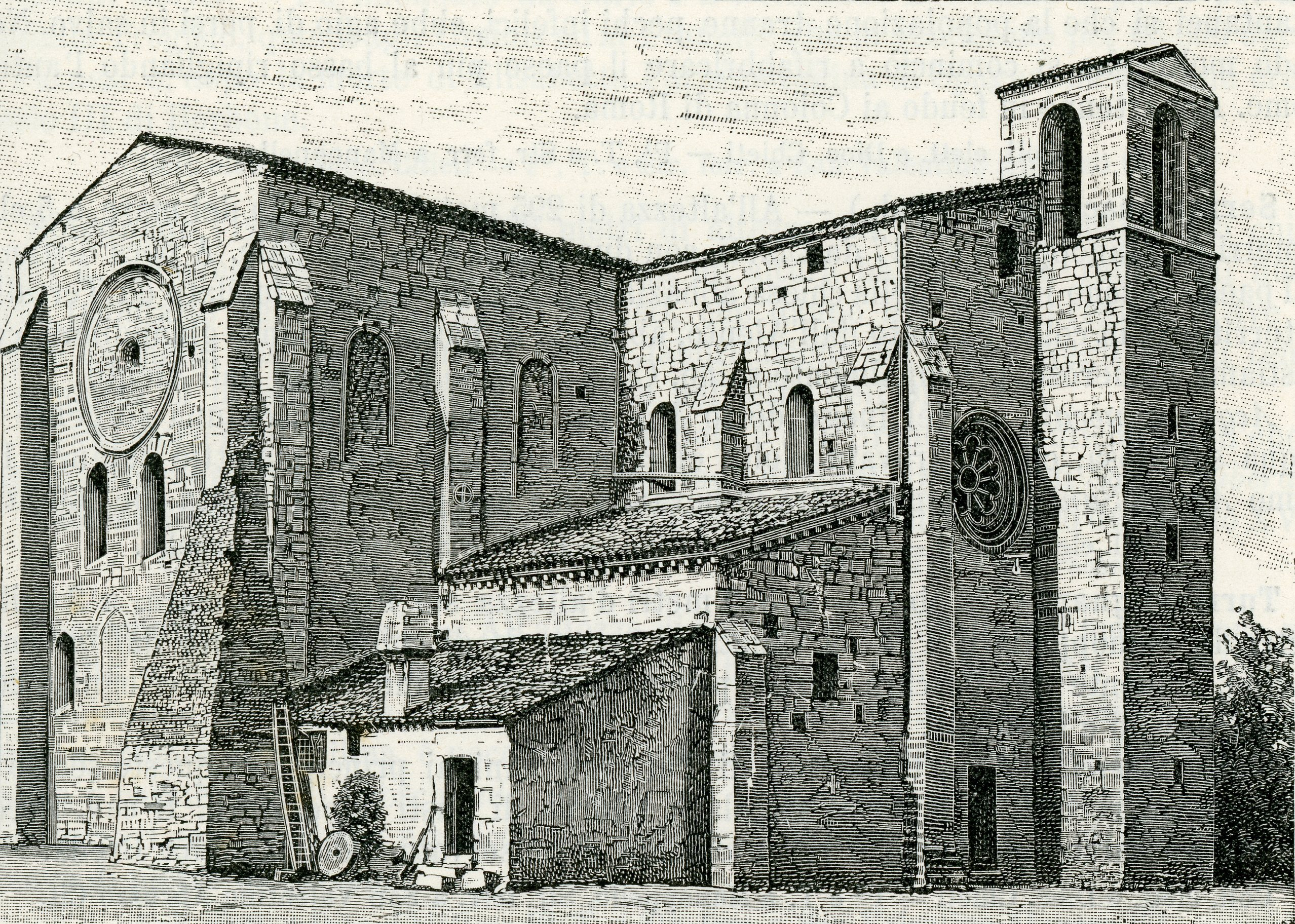
Abbazia di Santa Maria Arabona al tempo di Gavini
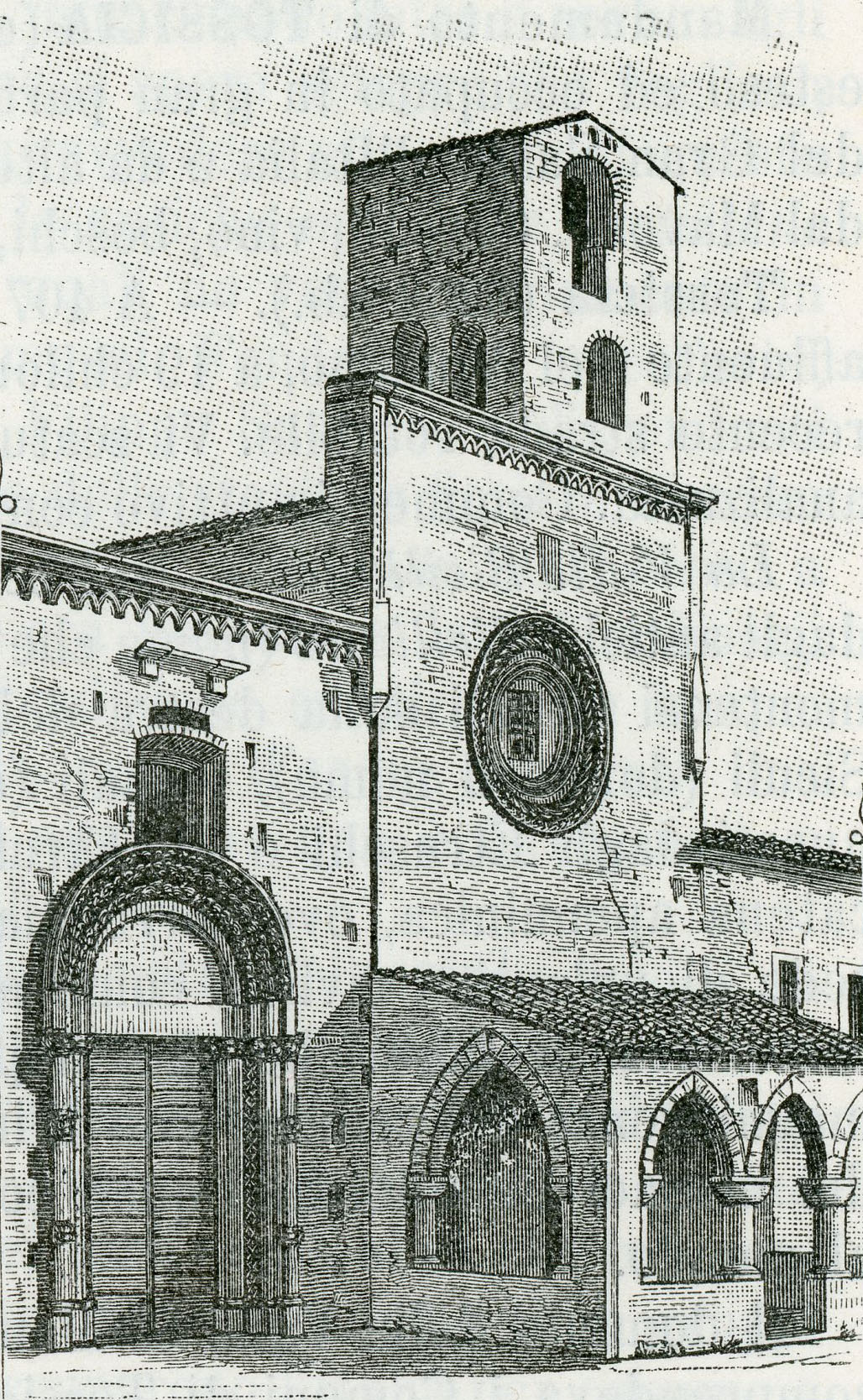
Abbazia di Santa Maria di Propezzano
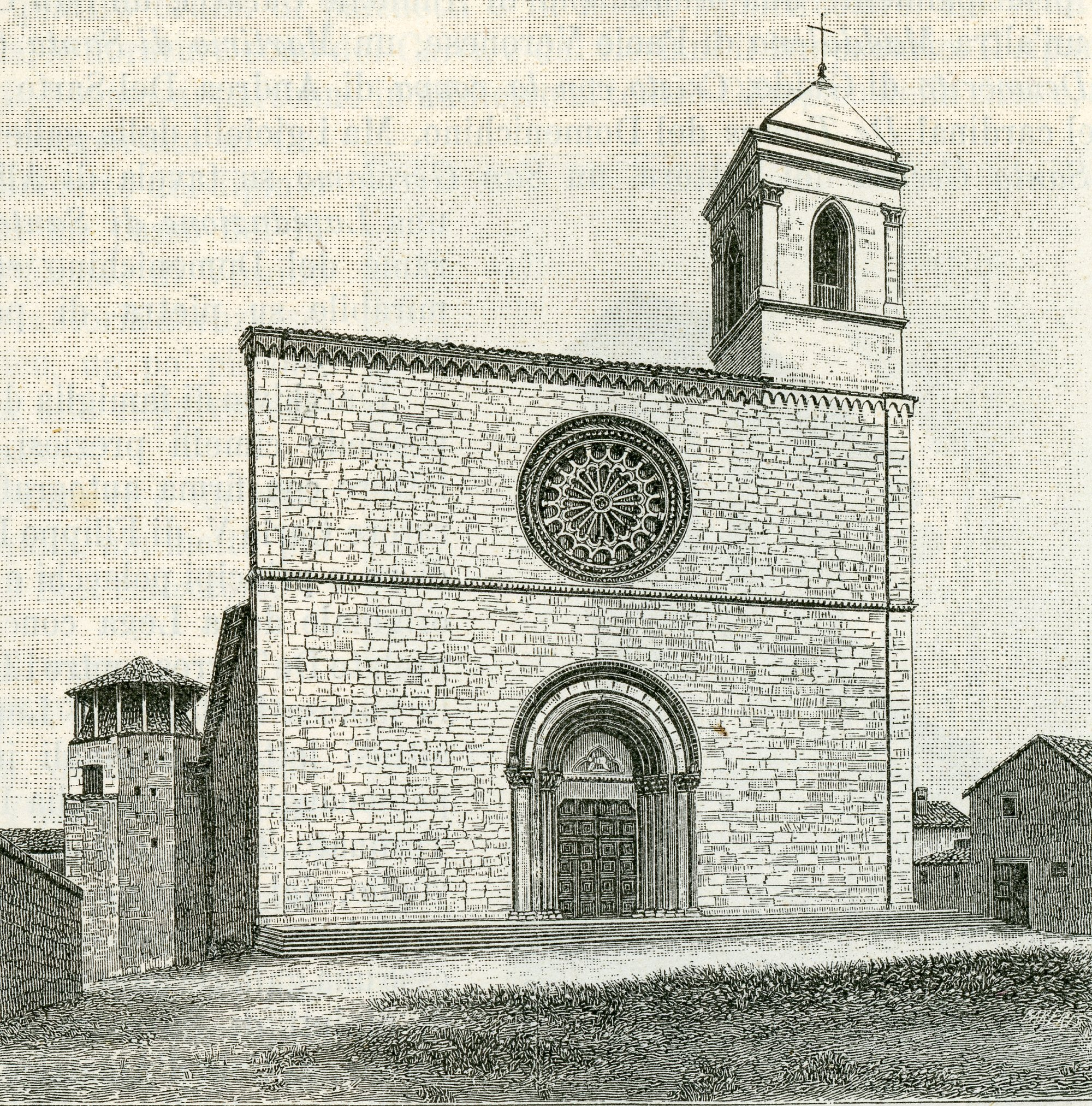
Chiesa di San Silvestro, L'Aquila
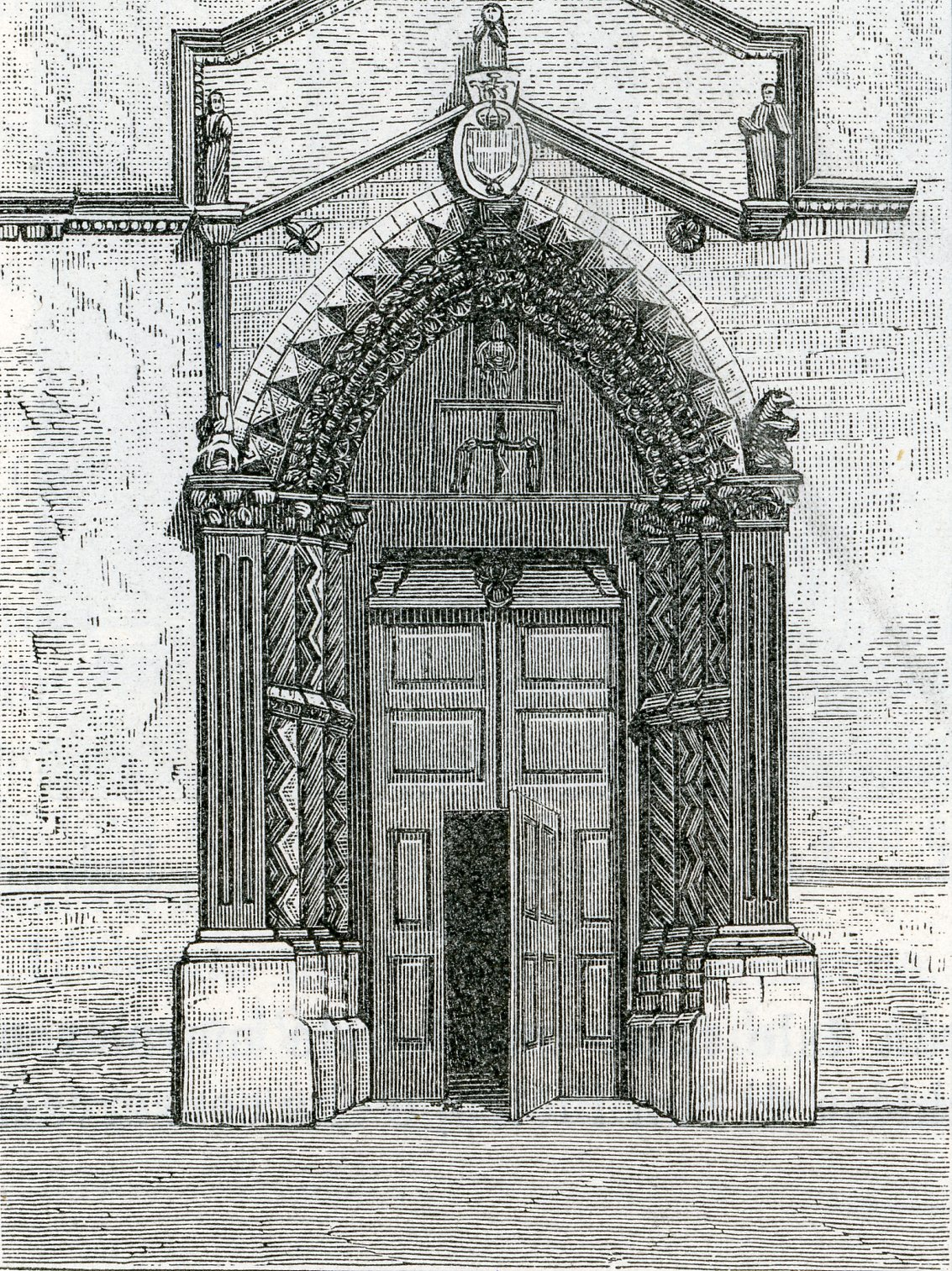
Portale della chiesa di San Pietro a Vasto
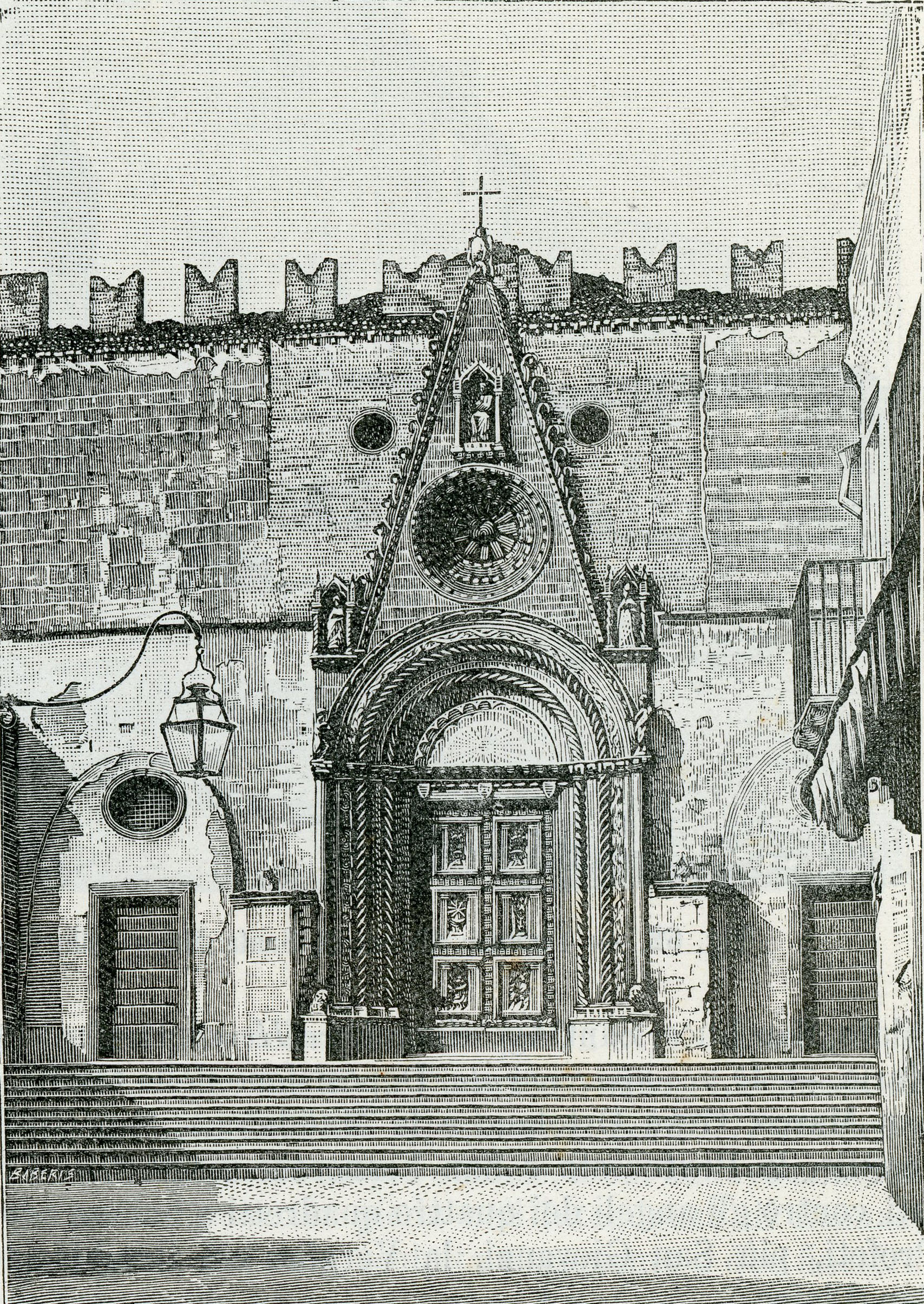
Portale della chiesa cattedrale di Santa Maria Assunta,a l tempo di Gavini dedicata solo a San Berardo

- Maestri cluniacensi
  - abbazia di Santa Maria Arabona
  - Santa Maria Maggiore Santa Maria Maggiore di Lanciano
  - Santo Spirito di Ocre
  - chiesa di Santa Maria ad Cryptas di Fossa
  - San Pellegrino di Bominaco
  - chiesa di Santa Maria in Piano (Loreto Aprutino)
  - Santa Maria delle Grazie a Cocullo
  - Abbazia di Santa Maria della Vittoria
  - Santa Lucia di Magliano dei Marsi
  - Santa Maria de Arabona in Sulmona
  - chiesa di Santa Maria della Valle a Scanno

- Le influenze dell'arte pugliese, campana e sicula
  - San Giovanni in Venere
  - Santa Maria Maggiore di Lanciano
  - San Francesco di Lanciano
  - Santa Lucia di Lanciano
  - Sant'Agata di Chieti
  - Santi Pietro e Paolo ad Alfedena
  - Duomo di San Massimo - Penne
  - il ciborio di San Pietro ad Oratorium,
  - L'ambone di San Paolo di Peltuino
  - Cattedra vescovile di Sulmona
  - Il candelabro di Santa Maria di Bominaco
  - Il candelabro di San Clemente a Casauria
  - Sant'Orante di Ortucchio
  - San Pietro del Vasto, oggi solo portale dopo la frana del 1956

- Le chiese dei Francescani
  - San Francesco di Castelvecchio Subequo
  - San Francesco della scarpa di Sulmona
- San Francesco di Città Sant'Angelo
  - San Francesco di Leonessa

- primi monumenti di Aquila
  - Duomo di San Massimo
  - chiesa di Santa Giusta
  - chiesa di Santa Maria Paganica
  - chiesa di San Pietro a Coppito
  - San Martino (demolita nel 1930 ca., sorgeva in piazza Chiarino)
  - basilica di Santa Maria di Collemaggio

- La Scuola Atriana
  - La Cattedrale di Atri
  - Santa Maria di Propezzano
  - San Salvatore a Morro d'Oro
  - Santa Maria in Colleromano (Penne)
  - Santa Maria a Mare - Giulianova
  - San Francesco in Città Sant'Angelo
  - Santa Maria di Paganica - L'Aquila
  - Sant'Andrea di Atri dei Gesuiti (oggi è l'attuale teatro comunale in piazza Duomo ad Atri)
  - San Domenico di Atri
  - Sant'Agostino di Atri
  - Sant'Agostino di Penne
  - Duomo di Penne
  - Cattedrale collegiata di Città Sant'Angelo
  - San Francesco di Loreto Aprutino

- La Scuola Aquilana
  - Sant'Antonio abate a L'Aquila (loc. Pile)
  - San Nicola d'Anza - scomparsa mediante demolizion, portale rimontato nella parrocchia di Antrodoco
  - chiesa di San Marciano
  - Santa Maria di Roio
  - chiesa di San Pietro di Sassa - scomparsa dopo il 1703, portale rimontato in San Quinziano di Pile
  - San Marco du Pianola
  - Santa Giusta
  - San Silvestro
  - San Domenico
  - San Francesco di San Pio di Fontecchio (portale)
  - Santa Maria di Collemaggio

- I monumenti di Chieti e dintorni
  - Basilica di San Tommaso di Ortona
  - Santa Maria della Civitella o dei Celestini a Chieti
  - Cattedrale di Chieti
  - Sant'Antonio abate di Chieti
  - San Francesco di Guardiagrele
  - Sant'Agata a Fara Filiorum Petri
  - San Nicola di Manoppello

- La Scuola di Lanciano (Francesco Petrini)
  - Santa Maria Maggiore di Lanciano
  - Santa Lucia
  - Sant'Agostino
  - Cattedrale di Larino in Molise
- Duomo di San Leucio di Atessa
- Convento di San Francesco a Monteodorisio (facciata, demolita nel 1964)

- I monumenti di Teramo e dintorni
  - Duomo di Teramo
  - Torre campanaria del duomo
  - Tomba dei Canonici
  - San Francesco di Teramo, San Francesco di Campli, Sant'Antonio di Padova a Morro d'Oro
  - Santa Maria di Platea a Campli
  - San Pietro e Sant'Andrea di Castelbasso

- I monumenti di Sulmona nel Trecento

- - Chiesa di Sant'Agostino (demolita nell'Ottocento, il portale rimontato sulla facciata di San Filippo Neri)
  - San Martino di Gagliano Aterno
  - Chiesa della Madonna Casale al Piano di Cinquemiglia, portale (verso Rocca Pia)
  - Cattedrale di Sulmona
  - Prospetto della chiesa di San Francesco della Scarpa, via Manlio d'Eramo
  - chiesa di Santa Maria della Tomba

- I monumenti del Trecento nella Marsica
  - Santa Sabina di San Benedetto dei Marsi
  - Sant'Antonio di Pescina
  - San Giovanni Battista in Ortona dei Marsi
  - Santa Maria delle Grazie a Cocullo
  - Chiesa di Gioia Vecchio: San Vincenzo

- Le chiese conventuali
  - San Francesco di Teramo o Sant'Antonio di Padova - Teramo
  - San Domenico di Teramo
  - San Francesco di Campli
  - Il portale di Sant'Antonio a Morro d'Oro
  - San Domenico di Chieti (demolita nel 1913 per far posto al palazzo della Provincia)
  - San Francesco di Chieti
  - Sant'Agostino di Chieti
  - Sant'Agostino di Cittaducale
  - San Francesco di Guardiagrele
  - San Francesco di Monteodorisio
  - San Francesco di Avezzano, attuale San Giovanni decollato al castello
  - San Francesco di Tagliacozzo

- Gli artisti teutonici
  - Il monumento funebre Caldora nella Badia Morronese, maestro della scia di Gualtieri d'Alemagna
  - Il monumento Camponeschi in L'Aquila, chiesa di San Biagio d'Amiterno, di Gualtieri d'Alemagna
  - Il monumento Gaglioffi in L'Aquila
  - Santa Maria Maggiore di Guardiagrele
  - San Martino in Valle a Fara S.M.
  - Santa Maria Assunta o Maggiore a Caramanico Terme
  - San Tommaso D'Aquino a Caramanico, convento dei domenicani

- I maestri lombardi
  - Il palazzo Tabassi a Sulmona
  - Santi Cosma e Damiano a Tagliacozzo
  - Sant'Antonio di Tossicia
  - San Marcello di Anversa degli Abruzzi
  - Fonte battesimale del Duomo dell'Aquila
  - Campanile del duomo di Teramo (scuola di Antonio da Lodi)
  - Campanile del duomo di Atri
  - Campanile di Sant'Agostino di Atri
  - Campanile di Santa Maria in Platea di Campli
- Campanile di Corropoli
  - Collegiata di San Michele in Città Sant'Angelo e campanile
  - Campanile di Sant'Agostino di Penne
  - San Giovanni Evangelista di Penne
  - Campanile di Santa Maria in Piano a Loreto Aprutino
  - Campanile del duomo di Chieti
  - duomo di San Flaviano di Giulianova
  - Santa Maria del Tricalle a Chieti

- La Scuola Aquilana
  - Prospetto di San Domenico
  - Prospetto di San Giovanni di Lucoli a L'Aquila (portale rimontato davanti alla chiesa di San Francesco di Paola)
  - San Flaviano della Torre m di Aquila
  - Santa Maria del Guasto (facciata rimontata nella chiesa della Madonna degli Angeli a Porta Napoli)
  - San Vito di Aquila
  - Santa Maria del Carmine
  - Chiesa della Beata Antonia
  - Santa Maria di Farfa
  - Santa Maria del Soccorso
  - basilica di San Bernardino

- L'espansione della Scuola Aquilana
  - Santa Maria del Popolo di Cittaducale
  - Il portale di Sant'Agostino di Cittaducale
  - basilica di Santa Maria del Colle di Pescocostanzo
  - Santa Maria Assunta di Assergi
  - Santa Maria di Antrodoco
  - San Francesco di Popoli
  - San Giovanni Battista di Celano
  - San Francesco di Celano
  - Sant'Angelo di Celano
  - Santa Lucia di Magliano dei Marsi
  - San Nicola di Albe
  - Santa Maria delle Grazie a Rosciolo
  - Chiesa parrocchiale di Cappelle dei Marsi
  - Chiesa della Santissima Trinità di Aielli
  - San Francesco a Tagliacozzo
  - Chiesa dell'Annunziata di Tagliacozzo

- Le derivazioni dal Gotico
  - Santi Pietro e Paolo a Pescasseroli
  - San Francesco di Fontecchio
  - San Pietro a Loreto Aprutino
  - San Massimo dell'Isola
  - Santa Maria Nuova di Cellino Attanasio
  - Chiesa parrocchiale di Tossicia
  - Portale di Sant'Agostino di Atri
  - San Francesco di Amatrice
  - Sant'Agostino di Amatrice
  - Santa Maria Assunta di Caramanico Terme
  - Il portale di San Tommaso d'Aquino a Caramanico
  - San Pietro di Leonessa
  - Il portale di San Marcello ad Anversa degli Abruzzi
  - La sacrestia della basilica di San Tommaso a Ortona

## I monasteri francescani e domenicani

### Provincia dell'Aquila
- Chiesa di San Domenico - L'Aquila

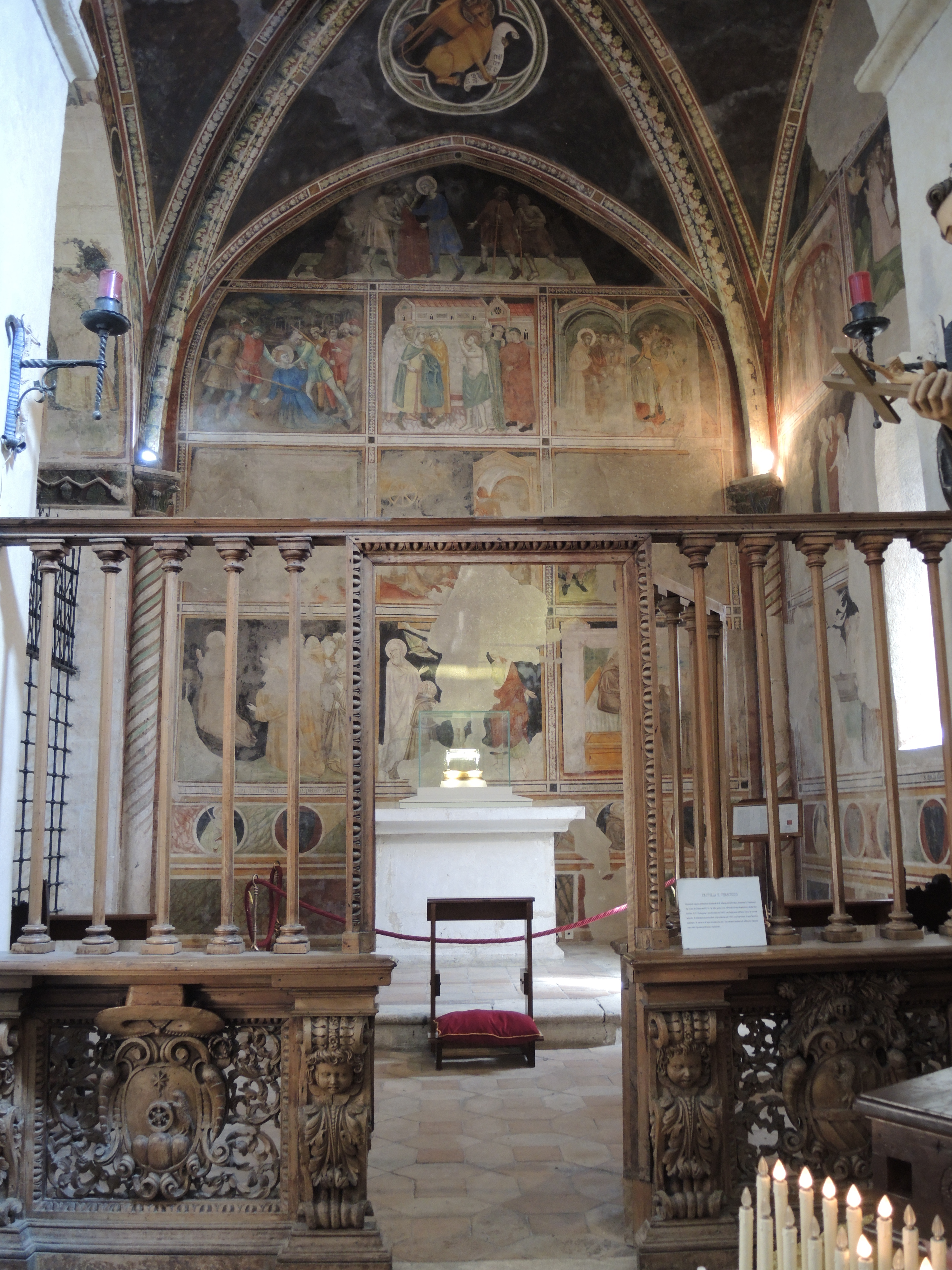
Cappella degli affreschi francescani, chiesa di San Francesco in Castelvecchio Subequo

- Chiostro della basilica di Santa Maria di Collemaggio - L'Aquila
- Monastero di San Francesco - Castelvecchio Subequo
- Chiostro del convento di San Francesco - Carsoli
- Chiostro del convento di Santa Chiara - Gagliano Aterno
- Chiostro del monastero di Santo Spirito d'Ocre - Ocre (ordine cistercense)
- Chiostro del convento di San Colombo - Barisciano
- Chiostro del convento di Santa Maria Valleverde - Celano (tracce)

### Provincia di Chieti

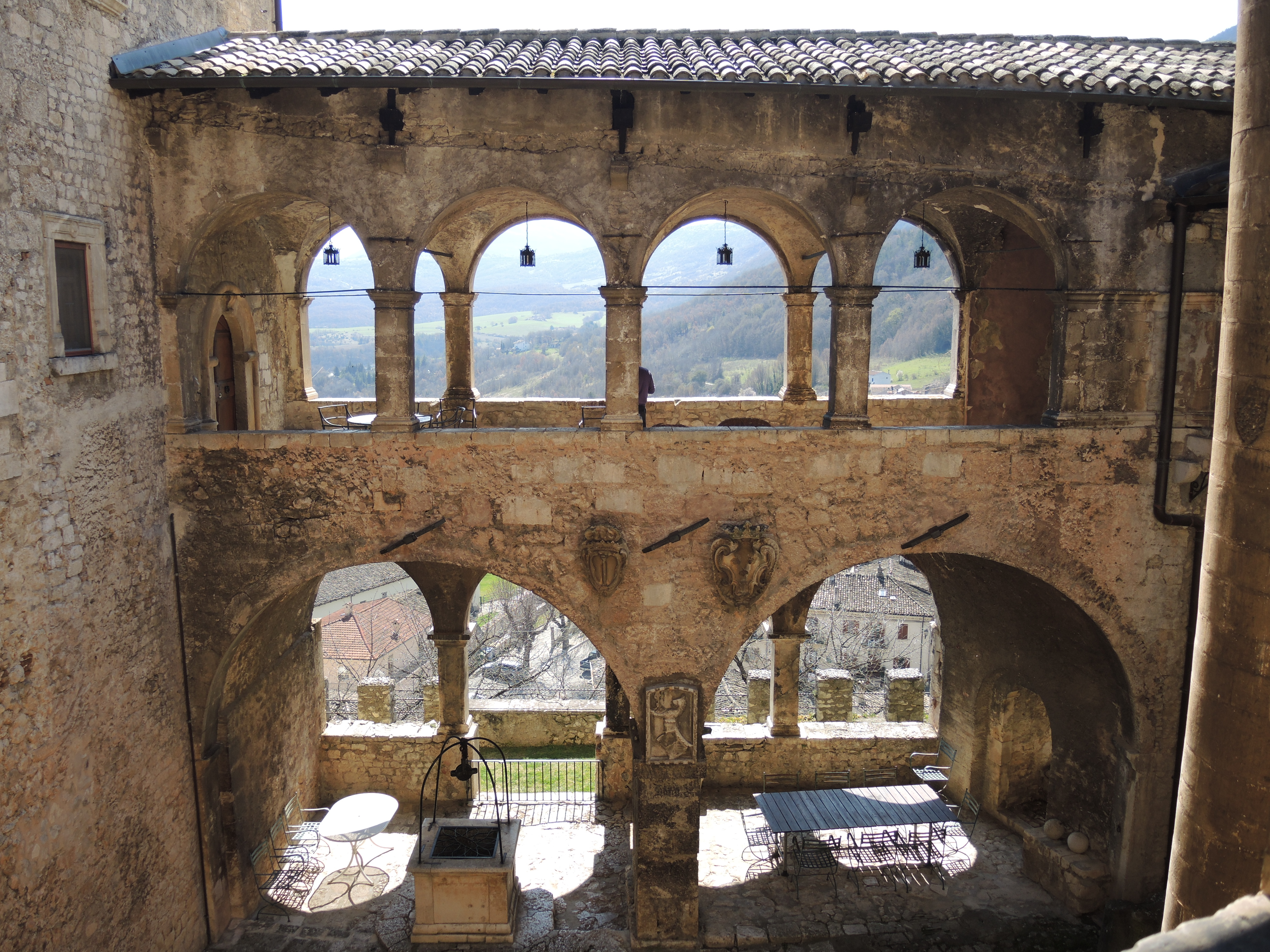
Loggiato del castello Barberini di Gagliano Aterno

- Chiostro del convento di San Francesco - Lanciano (tracce)
- Chiostro del convento di Santa Chiara - Bucchianico (tracce)
- Muro dell'ex chiesa di San Francesco - Francavilla al mare (quartiere Civita)
- Chiostro dell'ex convento di San Francesco - Guardiagrele (tracce)
- Chiostro delle Clarisse, prima della demolizione nel 1933 - Vasto (Largo Santa Chiara)

### Provincia di Pescara
- Chiostro del convento di Colleromano - Penne
- Chiostro del convento di San Domenico (tracce) - Penne
- Chiostro del convento di Santa Irene - Catignano
- Chiostro dell'ex convento dei Francescani  (tracce) - Caramanico Terne (cimitero)

### Provincia di Teramo
- Chiostro del convento di San Domenico - Teramo
- Chiostro del convento di San Francesco (tracce) Teramo, accanto alla chiesa di Sant'Antonio
- Chiostro di San Giovanni a Scorzone, Liceo musicale "Gaetano Braga" - Teramo
- Chiostro del convento dei Cappuccini - Teramo
- Chiostro del convento di San Domenico - Atri